# Flugabwehrkanonenpanzer Gepard
Der Flugabwehrkanonenpanzer Gepard (FlakPz Gepard) ist ein autonomer, allwetterkampffähiger FlaK-Panzer aus deutscher Produktion. Bereits in den 1970er-Jahren entwickelt und produziert, bildete er für lange Zeit einen Eckpfeiler der Flugabwehr des Heeres der Bundeswehr, des niederländischen und des belgischen Heeres. Mit der Außerdienststellung bei den ursprünglichen Nutzern Ende der 1990er- bis Anfang der 2000er-Jahre wird er in der Zwischenzeit nur noch bei anderen Armeen verwendet, insbesondere seit 2022 in der Ukraine.

## Hintergrund

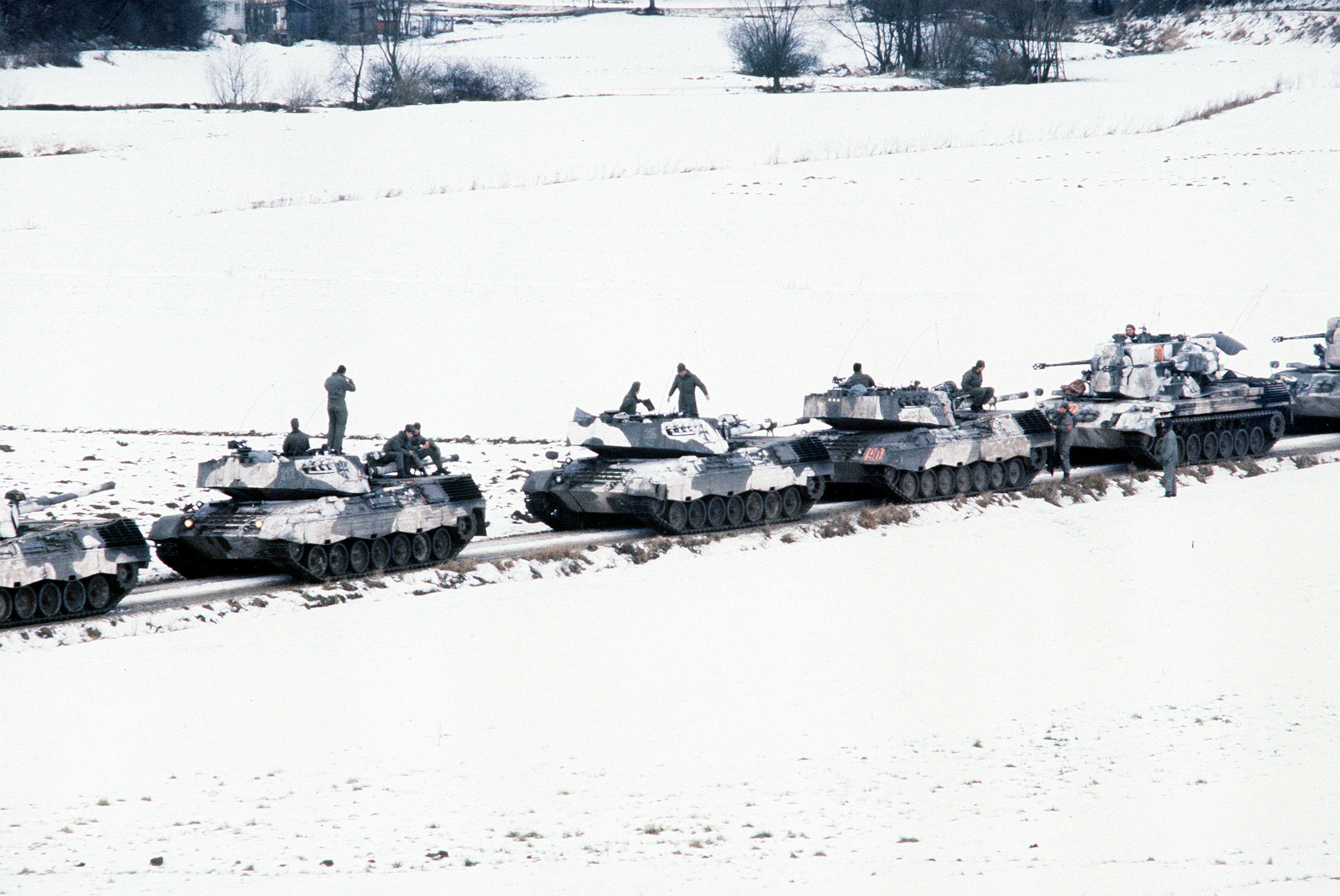
Gepard B2 begleiten Leopard 1 beim NATO-Manöver REFORGER 1985

Der Gepard wurde primär entwickelt, um im taktischen Rahmen des Gefechts der verbundenen Waffen den beweglichen Panzer- und Panzergrenadiertruppen der Bundeswehr Schutz vor tieffliegenden Flugzeugen und Kampfhubschraubern zu geben. Er besitzt bezüglich seiner Gefechtsfeldmobilität und Motorleistung vergleichbare Eigenschaften wie die damals eingesetzten oder in der Entwicklung stehenden Panzer Leopard 1, Marder und Jaguar. Der Gepard wurde auch zum Objektschutz von stationären hochwertigen Zielen wie Flugplätzen oder Brücken eingesetzt. Gemäß der Einsatzdoktrin des Kalten Krieges kann er unter ABC-Vollschutz eingesetzt werden.
Die Auswahl der Bewaffnung berücksichtigte insbesondere die Bekämpfung von stark gepanzerten Kampfhubschraubern wie dem Mil Mi-24 „Hind“, dessen Panzerung effektiv Schutz vor Geschossen bis zum Kaliber 23 Millimeter (mm) bietet.
Der Gepard wurde zunächst an weitere NATO-Mitgliedsstaaten wie die Niederlande und Belgien geliefert. Das sowjetische Pendant zum Gepard war das Flugabwehrsystem ZSU-23-4 „Schilka“, das ein Jahrzehnt früher entwickelt wurde und nicht die Leistungsfähigkeit des Gepard im Bereich Zielerfassung, Feuerleitung und Zielbekämpfung während der Fahrt erreichte. Weitere sowjetische Gegenstücke sind das 2K22 Tunguska aus den 1980er-Jahren und das modernere Panzir-S1-System, wobei die beiden jedoch kombinierte Systeme mit Rohr- und Raketenbewaffnung darstellen.
Mit der Ausphasung des M163 Vulcan und dem Scheitern des Projekts Sergeant York bei der US Army gab und gibt es in den westlichen Staaten auch über 40 Jahre nach der ersten Indienststellung kein in nennenswerter Stückzahl produziertes Äquivalent zum Gepard. In dem Zusammenhang muss allerdings erwähnt werden, dass gerade hier in 1980er- und 1990er-Jahren ein Wechsel von Flugabwehrkanonen zu Flugabwehrraketen vollzogen wurde.

## Geschichte, Varianten und Produktion

### Vorgeschichte
Die Initiative für die Entwicklung des Gepard geht auf das Amt Blank, den Vorläufer des Bundesministeriums der Verteidigung (BMVg), zurück. Dort wurde im Januar 1955 die Notwendigkeit eines hochmobilen, mit elektronischer Feuerleitung ausgerüsteten Flugabwehrsystems formuliert. Im September 1956 wurden die Entwicklungsrichtlinien festgelegt, die das Fahrgestell des Schützenpanzers HS 30 von Hispano Suiza (Suisse) vorsahen. Auch der Kaliberbereich zwischen 20 und 40 mm wurde festgelegt. Die erste Studie basierte auf einem Truppenversuchsmuster des HS-30-Fahrgestells mit einem Holzmodell des Turms A 14, der mit zwei 30 × 170 mm Maschinenkanonen (Typ: HS 831) bestückt war. Schon im Juli 1958 wurde diese Entwicklung laut Ministeranweisung gestoppt. Offiziell aus Haushaltsgründen lag der eigentliche Grund aber in Spannungen zwischen dem Bundesministerium der Verteidigung und dem Lieferanten Hispano Suiza, die ihren Ursprung in den Mängeln des HS 30 in der Erprobung hatten. Der T249 Vigilante war ein ähnliches Entwicklungsprojekt, welches bei Springfield Armory erprobt wurde.
Bereits im August 1958 wurde die Fortsetzung der Entwicklung vom BMVg beschlossen. Anfang 1959 wurde Rheinmetall mit Studienarbeiten beauftragt und am 7. September 1959 die Forderungen zusammengefasst: Bei einem Turmgewicht unter 5 Tonnen (t) sollte der neue Panzer mit einer 30-mm-Zwillingskanone und einem Feuerleitradar mit Eignung zur Zielsuche in einem Sektor ausgerüstet sein. Des Weiteren sollte das Fahrgestell des Schützenpanzer neu (dem späteren Schützenpanzer Marder) verwendet werden und das Gesamtgewicht nicht über 20 t liegen.
1961 erfolgte schließlich die Vergabe von zwei Entwicklungsaufträgen zur Lieferung von zwei Prototypen an Rheinmetall und British Manufacture and Research Company (BMARC), damals ein britisches Tochterunternehmen von Hispano Suiza (Suisse) und später von British Aerospace (heute: BAE Systems) übernommen. Für beide Prototypen sollte ein Q-Band-Feuerleitradar (8 mm) von Elliott Automation Limited zum Einsatz kommen. Im November 1963 wurde nach einem Besuch einer Expertenkommission bei BMARC der Prototyp abgelehnt und die Entwicklung eingestellt. Hauptgrund für den Abbruch war das Nichteinhalten des Lastenheftes ohne Aussicht auf eine erfolgreiche technische Erprobung und damit Serienreife. Doch auch die Entwicklung von Rheinmetall wurde im Dezember 1964 eingestellt: Die HS 831L-Maschinenkanonen erwiesen sich als mangelhaft und das Radar von Elliott als untauglich – wie schon beim Entwurf von BMARC. Eine Gemeinsamkeit der beiden Prototypen war auch, dass das Fahrgestell des „Marder“ durch das hohe Turmgewicht überlastet wurde und die Platzverhältnisse zu beengt waren.

### Der Weg zum Gepard
Basierend auf den Erkenntnissen der gescheiterten Studien und Prototypen genehmigte das BMVg am 27. September 1965 die Verwendung des Fahrgestells des Leopard 1 für die Entwicklung des Flakpanzers. Aus den vorausgegangenen Projekten wurden zudem Erfahrungen im Bereich optisches Flugabwehr-Visier, Waffenrechner und dem Zusammenspiel Waffenrechner und Feuerleitung gewonnen.
Die Neuanforderung der Bundeswehr umfasste Tag-, Nacht- und Allwetterkampffähigkeit, eine Kampfentfernung von 3000 m und Bekämpfungshöhe von 2000 m, Maximalgewicht von 42 t (Gesamtgewicht) bzw. 12 t (Turm), ABC-Vollschutz und Watfähigkeit, Puls-Doppler-Suchradar und Folgeradar mit 4000-m-Reichweite und mit IFF, Energieversorgungsanlage im Fahrgestell und Fahrzeugnavigationsanlage. Für die Waffenanlage wurde ein Höhenrichtbereich von −10° bis +85° und Seitenrichtbereich von 360°, 1000 Schuss Munitionsvorrat, optisches und Erdzielvisier und kurze Reaktionszeit gefordert.

#### Matador 30 mm
Als Arbeitsgemeinschaft erhielten die Unternehmen Rheinmetall (Waffenanlage und Turm), AEG-Telefunken (Folgeradar und Computer), Siemens (Suchradar) und Porsche und Kraus-Maffei (Fahrgestell, Entwicklung und Energieversorgung) im Juni 1966 die ersten Entwicklungsaufträge, um einen neuen Panzer mit zwei 30-mm-HS-831-Maschinenkanonen zu entwickeln. Das zunächst verfolgte Konzept des Systemverbundes „Mobiles Allwetter Tiefflieger Abwehrsystem mit Doppler-Radar und 30-mm-Zwillingskanone auf Leopard“ (Matador 30 ZL) mit der Kombination eines Tieffliegerüberwachungspanzers (TUPA) und mehreren Tieffliegerabwehrpanzern (TAPA) wurde bereits im Juli 1967 neu ausgerichtet. Die Forderung der Zusammenfassung der Fähigkeiten auf einen autonomen Panzer wurde dann als „Mobiles Allwetter Tiefflieger Abwehrsystem mit Doppler-Radar und 30-mm-Zwillingskanone auf Leopard – Autonom“ (Matador 30 ZLA) weitergeführt. Autonom heißt in dem Zusammenhang, dass der Panzer ohne externe Unterstützung Ziele bekämpfen kann, da das Radar, die Feuerleitanlage und die Bewaffnung im Panzer integriert sind.
1968 und 1969 wurden drei Serie-0-Prototypen des Leopard-1-Fahrgestells bereitgestellt. Zwei davon wurden mit Turmgefechtssimulatoren ausgerüstet, während beim Dritten ein voll funktionsfähiger Turm eingerüstet wurde, der auch intensiv erprobt wurde. Die Ausrüstung umfasste das MPDR 12 (Mobiles Puls-Doppler-Radar mit 12 km Reichweite), Panorama-Zieloptiken und das Folgeradar Marder. Die Bestellung wurde später um vier weitere Einheiten ergänzt.
Nach Verzögerungen in der Entwicklung und wegen der angespannten Haushaltslage entschloss man sich im Juni 1970, das Projekt schließlich zugunsten des 35-mm-Flugabwehrkanonenpanzers einzustellen; das Feuerleitsystem galt zwar als moderner, wäre aber erst rund zwei Jahre später geliefert worden.

#### 35-mm-Flugabwehrkanonenpanzer
Schon im Januar 1958 wurde vom Schweizer Unternehmen Oerlikon-Bührle (heute ein Teil der Rheinmetall Air Defence AG) ein Gegenentwurf mit einer 35-mm-Zwillingskanone vorgeschlagen. Dieser Entwurf wurde aber vor dem Hintergrund der Verwendung eines Schützenpanzer-Fahrgestells abgelehnt, da für ein derartiges Kaliber eine Kampfpanzerwanne notwendig gewesen wäre (damals M47 oder M48). Anfang der 1960er wurde das Konzept eines modernen Flakpanzers von der Arbeitsgemeinschaft Oerlikon-Contraves-Albis weiter verfolgt und 1962 dem BMVg mit zwei 35-mm-Maschinenkanonen (Typ: Fla-353) vorgelegt. Auch dieser Vorschlag wurde mit der Begründung abgelehnt, dass das verwendete Kaliber bei der Bundeswehr nicht eingeführt war.

#### Flakpanzer 35 mm Typ A/5 PFZ-A
Mit der Freigabe der Leopard-1-Wanne für den neuen Flakpanzer 1965 wurde der Weg für die Schweizer Arbeitsgemeinschaft wieder frei. So präsentierte sie 1966 eine Machbarkeitsstudie für einen vollkommen autonomen Panzer, der sämtliche Anforderungen erfüllte. Am 23. Juni 1966 wurde parallel zum „Matador“ entschieden, zwei Prototypen des Flakpanzer 35 mm Typ A auf Basis der Studie zu bestellen, und Krauss-Maffei lieferte 1967 zwei modifizierte Leopard-1-Fahrgestelle der Serie 0. Darüber hinaus wurde 1968 ein weiteres Fahrgestell geliefert, das als Werksprototyp zur internen Erprobung dienen sollte. Im Juni desselben Jahres erfolgte auch die Vorstellung vor einem größeren Fachpublikum.
Bereits im November 1968 wurde das erste Scharfschießen durchgeführt, bei dem die neu entwickelte Feuerleitanlage und die Waffenanlage durch ihre Präzision überzeugten. Obwohl das Kaliber 35 mm damals ungewöhnlich war, stellte sich im Vergleich schnell heraus, dass es ein geringeres Entwicklungsrisiko und deutliche Vorteile im Feuerkampf durch das größere Kaliber hatte; außerdem zeigte auch die niederländische Armee Interesse an dem 35-mm-System und beteiligte sich ab 1967 an den deutschen Aktivitäten. Die beiden Prototypen wurden unter der Bezeichnung 5 PFZ-A Ende 1968 und Anfang 1969 an die Bundeswehr zur Erprobung geliefert, die sich bis Februar 1970 erstreckte. Im Rahmen der Erprobung wurden pro Waffe mehr als 5000 Schuss verschossen und festgestellt, dass sowohl die Feuerleitanlage die Anforderungen erfüllte als auch die Waffenanlage mit den außenliegenden Maschinenkanonen überzeugte. Auch die Zuverlässigkeit der Munitionszuführung und die Gesamtverfügbarkeit des Gesamtsystems wurden positiv bewertet. Hingegen wurden das Zielfolgeradar von Albis und die Energieversorgungsanlage als Schwachpunkte gesehen.

#### Flakpanzer 35 mm Typ B/5 PFZ-B, C & Varianten
Noch im Jahr 1969 wurde entschieden, fünf weitere Prototypen mit veränderter technischer Ausrüstung zu bestellen, wobei der fünfte Prototyp (Bezeichnung C) für die Niederlande bestimmt war. Das als Flakpanzer 35 mm Typ B oder 5 PFZ-B bezeichnete Modell unterschied sich durch das MPDR 12 mit integriertem Sekundärradar (aus dem „Matador“), verändertem Zielfolgeradar und schottgepanzertem, geschweißten Turm vom Typ A. Darüber hinaus wurde das Leopard-1-Fahrgestell durch Batteriekästen am Fahrzeugheck, Energieversorgungsanlage vorne links, Anpassung der Wanne an den gegenüber dem Kampfpanzer abweichenden Turm und Montage von Stoßdämpfern an den Schwingarmen der zweiten und sechsten Laufrolle modifiziert. Der 5 PFZ-C war mit einem niederländischen Suchradar von Hollandse Signaalapparaten (heute ein Teil der Thales Group) ausgerüstet. Von April bis Oktober 1971 – also etwa ein Jahr nach dem Einstellen des MATADOR-Projektes – wurden die B-Typen an die Bundeswehr geliefert. Der erste B-Prototyp (Seriennummer: „PT-353“) besaß eine Wanne aus Panzerstahl, während die „PT-354“ bis „PT-356“ Wannen aus Gussstahl hatten. Für den „PT-358“ wurde eine MATADOR-30-ZLA-Wanne wiederverwendet.
Die Bundeswehr bestellte Ende 1970 weitere zwölf Vorserienmodelle (Bezeichnung B1 und B2R) des Gepard, die geänderte Radaranlagen, das heißt ein anderes Suchradar und Pulsdoppler-Folgeradar, hatten. Sie wurden in den Jahren 1974 bis 1976 an die Bundeswehr übergeben (je vier Stück pro Jahr). Diese Vorserienmodelle wurden später größtenteils auf den Rüststand B2L umgerüstet und zur Ausbildung in der Heeresflugabwehrschule in Rendsburg genutzt.
Ab September 1973 firmierte er dann bei der Bundeswehr offiziell unter dem Namen Flugabwehrkanonenpanzer 1 Gepard.

### Produktion

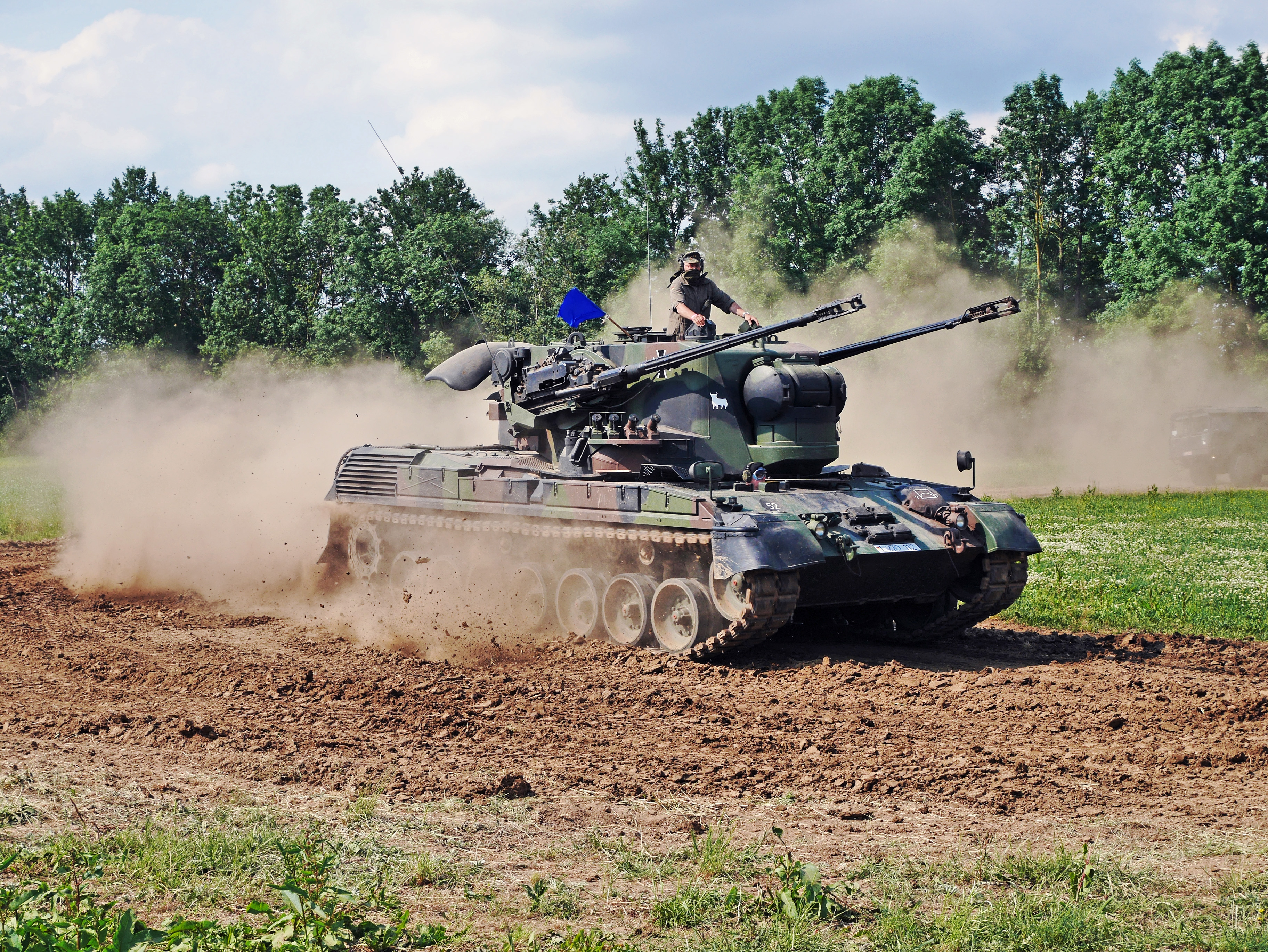
FlaK-Panzer Gepard

Am 24. Mai 1973 erhielt Kraus-Maffei den Auftrag, 122 Serienfahrzeuge herzustellen mit einer Option für 298 weitere Einheiten (Bezeichnung B2). Nach mehreren Vertragsänderungen umfasste der Vertrag zum Schluss die Lieferung von 195 Panzern ohne und 225 Panzern mit Laserentfernungsmesser (Bezeichnung B2L). Gemäß der zugehörigen Technischen Dienstvorschrift (TDv) lautete die offizielle Bezeichnung der Versionen ohne Laserentfernungsmesser Panzer, Flugabwehrkanone 35 mm Zwilling mit Such- und Zielradar Energie- und Feuerleitanlage Flugabwehrkanonenpanzer 1 Gepard.
Die Entwicklung zur Serienreife des Gesamtsystems wurde Oerlikon Contraves aus Zürich (heute ein Teil von Rheinmetall Defence) übertragen. Gebaut wurde der Flugabwehrpanzer in einem Gemeinschaftsprojekt, wobei Krauss-Maffei Generalunternehmer der Serienfertigung und verantwortlich für das „Teilsystem Fahrgestell“ war. Blohm + Voss in Hamburg lieferte dafür das Turm- und Wannengehäuse. Das „Teilsystem Feuerleitanlage“, zu dem der eigentliche Feuerleitrechner von Siemens-Albis und die Radaranlagen gehörten, verantwortete Siemens. Die Endfertigung des Turms („Teilsystem Turm & Waffenanlage“) übernahm Wegmann, die ihn zur Endmontage an Krauss-Maffei lieferte. Etwa 2000 Unternehmen in Deutschland und im Ausland waren an der Herstellung der rund 200.000 Teile, aus denen ein Gepard besteht, beteiligt.
Am 12. Dezember 1976 wurde der erste Gepard an die Heeresflugabwehrtruppe der Bundeswehr übergeben. Insgesamt wurden von 1976 bis zum 29. Oktober 1980 420 Serienpanzer an die Bundeswehr geliefert. Die Bundeswehr – gerade im Umbruch zur Heeresstruktur 4 – rüstete damit elf Flugabwehrregimenter mit je 36 FlaKPz aus. Die Regimenter bestanden damals aus jeweils acht Batterien, davon sechs schießenden Batterien mit je sechs Panzern.
Das niederländische Heer bestellte 1973 weitere fünf Vorserienmodelle (Bezeichnung CA) mit geändertem Suchradar (hergestellt von Philips) und dann 95 Serienmodelle (Bezeichnung CA1 bis CA3), die von 1977 bis 1979 geliefert wurden.
Im April 1973 entschied sich das belgische Heer, nicht die niederländische Version CA1 zu kaufen, sondern die kostengünstigere deutsche Version B2. Am 21. Mai 1973 reichte Krauss-Maffei die Ausschreibungsunterlagen ein, die am 19. Dezember 1973 angenommen wurden, am 4. April 1974 erfolgte die Bestellung von 55 Gepard in der Konfiguration der Bundeswehr, ohne je einen eigenen Prototyp erhalten zu haben, 27 davon waren mit Laserentfernungsmesser ausgestattet. Die Lieferungen erfolgten von Dezember 1976 bis Februar 1980.
Die Komplexität des Gepard durch seine Elektronik, Radar- und Feuerleitsysteme wird im Vergleich zum Anschaffungspreis eines Leopard 1 A4 deutlich, der 1976 rund 1,7 Millionen DM betrug, während der Gepard B2 5,4 Millionen DM kostete.

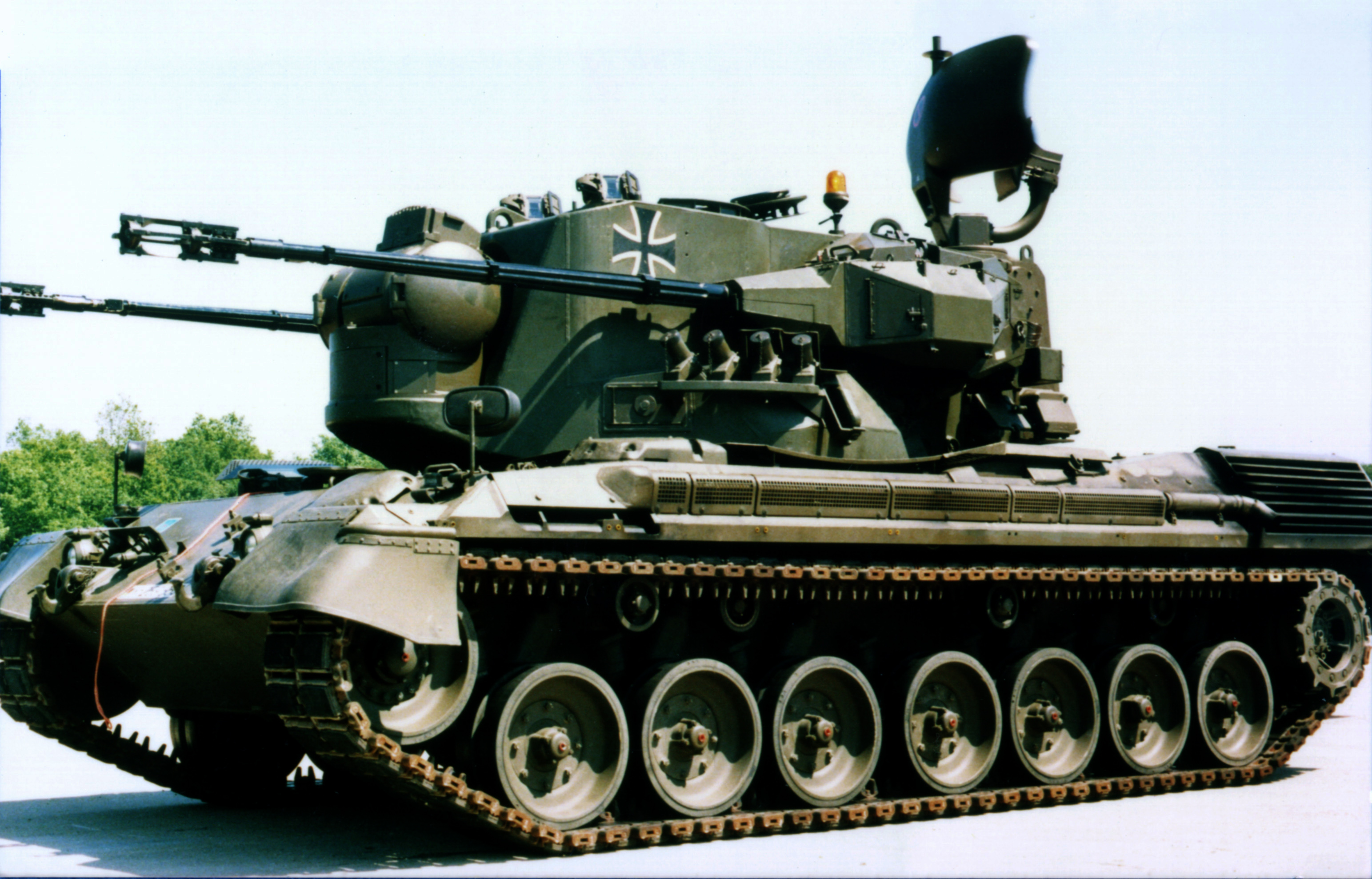
FlaK-Panzer Gepard B2L

### Modifikationen und Kampfwertsteigerungen
Im Laufe seiner Geschichte durchlief der Gepard mehrere Modifikationen und Kampfwertsteigerungen. So wurden bereits in der Serienproduktion die Träger der Nebelmittelwurfanlage verändert; später wurden darauf auch Trittstufen montiert. Im Laufe der Jahre wurden auch die v0- (Mündungsgeschwindigkeits-)Messanlagen durch eine verstärkte Version ausgetauscht. Ab 1983 erfolgte bei der Bundeswehr die Umstellung auf den Fleckentarnanstrich (FTA). Beginnend im Jahr 1985 wurde ein Großteil der B2-Versionen der Bundeswehr mit einem Laserentfernungsmesser nachgerüstet, wodurch der Bestand der Bundeswehr mit dem Rüststand B2L auf 382 stieg. Auch wurden die zwei Funkgeräte vom Typ SEM 25 (Sender/Empfänger Modul 25) durch je ein Gerät der Serien SEM 80 und SEM 90 ersetzt.
Die Arbeiten am Flugabwehrkanonenpanzer 2/Gepard 2 begannen im Jahr 1984. Mit der Kampfwertsteigerung sollte der Instandhaltungsaufwand reduziert und bekannte Mängel beseitigt werden. Darüber hinaus sollten durch einen digitalen Feuerleitrechner, neue Munition, Datenfunkgeräte und eine grundlegende Verbesserung der Ergonomie mit neuen Bedien- und Anzeigekonzepten die Abläufe verbessert werden. 1986 begann die Definitions- und 1988 die Entwicklungsphase, im Jahr 1989 erfolgte die Vergabe des Entwicklungsauftrages und 1992 die Lieferung des ersten Prototypen. Nachdem sich das Projekt als zu kostspielig herausstellte und sich die Sicherheitslage maßgeblich geändert hatte, wurde das Vorhaben im Dezember 1992 eingestellt.
Da es mit Beginn der 1990er-Jahre zu Problemen mit der Teileversorgung kam, wurden von 1996 bis 2000 147 FlakPz einer Nutzungsdauerverlängerung (NDV) unterzogen. Die NDV umfasste Elemente des Projekts Gepard 2 und führte zur Version 1A2. Auch die Niederlande beteiligten sich mit 60 Fahrzeugen an der NDV, die bis auf Radaranlage, Funkgeräte sowie das Führungssystem identisch waren. Sie umfasste bei der Bundeswehr den Einbau verbesserter Digitalrechner für die Feuerleitanlage, Maßnahmen zur Sicherstellung der Versorgbarkeit, die Anbindung an das Heeresflugabwehr-Aufklärungs- und Gefechts-Führungssystem (HFlaAFüSys) mit Einrüstung verbesserter Datenfunkgeräte des Typs SEM 93, und insbesondere die Beschaffung der neuen FAPDS-Munition mit wesentlich größerer Reichweite und höherer Mündungsgeschwindigkeit.
Die Bezeichnung lautet nun FlakPz Gepard 1A2. Entsprechend der strukturellen Planung bei der Bundeswehr war die Indiensthaltung einer verringerten Zahl von noch 85 Gepard 1A2 als Kern der Flugabwehr über das Jahr 2015 hinaus vorgesehen, bis das geplante System Flugabwehr bei der Truppe eingeführt werden sollte. Bedingt durch die Einsparmaßnahmen der Bundeswehr wurde mit der „Ausphasung“, das heißt der Außerdienststellung, aber bereits 2010 begonnen. Die Tatsache, dass deutlich kleinere NATO-Partner Deutschlands wie Rumänien ein System wie Gepard in Dienst haben, die Waffengattung in Deutschland jedoch mit der Außerdienststellung gänzlich verschwunden ist, wurde auf politischer Ebene kritisiert.

### Übersicht über die Varianten

#### Deutschland und Belgien
Bezeichnung: FlakPz Gepard
| Bezeichnung | Beschreibung                                                | Erklärung                                                                   |
| ----------- | ----------------------------------------------------------- | --------------------------------------------------------------------------- |
| A           | Prototyp 1. Gen. SR: X-Band, FR: Frequenz Diversity Ku-Band | erste Prototypen                                                            |
| B           | Prototyp 2. Gen. SR: S-Band                                 | Prototypen mit geändertem Suchradar                                         |
| B1          | Vorserie FR: Pulsdoppler, Conical Scan Ku-Band              | Vorserienmodell mit Pulsdoppler-Folgeradar                                  |
| B2R         | Vorserie FR: Pulsdoppler, Monopuls Ku-Band                  | Vorserienmodell mit geändertem Pulsdoppler-Folgeradar                       |
| B2          | Serie 1. Los SR: S-Band optimiert                           | Serienversion des Gepard                                                    |
| B2L / 1A1   | Serie B2 mit Laserentfernungsmesser                         | Version des Gepard nach Einbau des Laserentfernungsmessers                  |
| 2           | FlakPz kampfwertgesteigert                                  | geplante Version des Gepard nach der Kampfwertsteigerung (nicht eingeführt) |
| 1A2         | B2L nach Nutzungsdauerverlängerung (NDV)                    | letzte Version des Gepard bei der Bundeswehr nach der NDV                   |

#### Niederlande
Bezeichnung: PRTL (Pantser Rups Tegen Luchtdoelen, Panzer mit Ketten gegen Luftziele) bzw. Cheetah PRTL
| Bezeichnung | Beschreibung                                             | Erklärung                                          |
| ----------- | -------------------------------------------------------- | -------------------------------------------------- |
| C           | Prototyp SR: X-Band, integr. MTI, FR: Pulsdoppler X-Band | Prototyp des Gepards für die Niederlande           |
| CA          | Vorserie SR: modularer Aufbau                            | Vorserienversion mit geänderter Radarkonfiguration |
| CA1         | Serie FR: Pulsdoppler X-Band, Puls Ka-Band               | Serienversion des niederländischen Cheetah         |
| GWI         | CA1 nach Nutzungsdauerverlängerung                       | letzte Version des Cheetah nach der NDV            |

SR = Suchradar, FR = Folgeradar, MTI = Moving Target Indication

## Aufbau und Systeme

### Fahrgestell

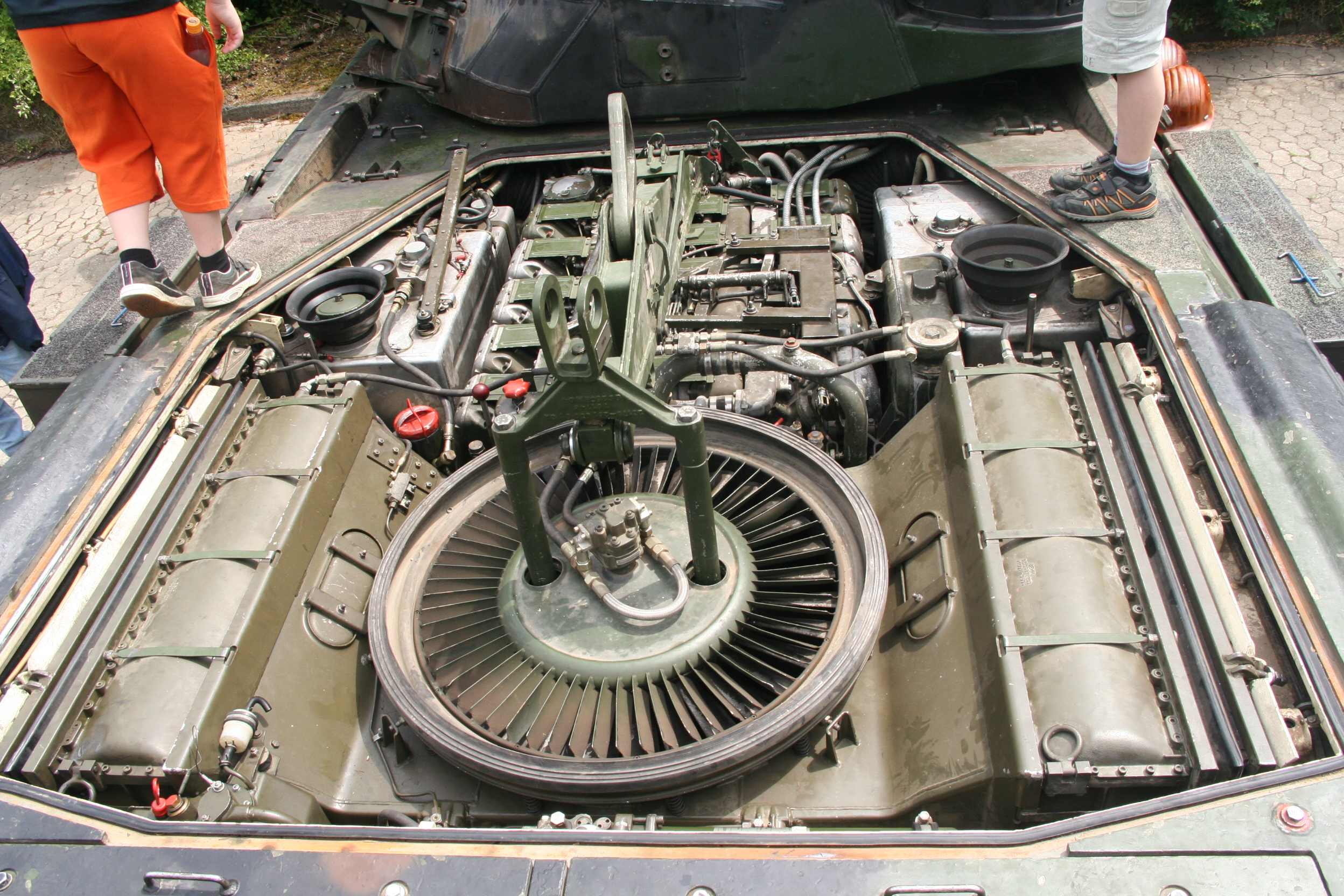
Motor des Gepard mit Hubgeschirr, im Vordergrund die Abgasanlage mit Frischluftbeimischung

Der Gepard basiert auf einem nur leicht modifizierten Fahrgestell des Kampfpanzers Leopard 1, von dem die komplette Antriebseinheit mit dem 10-Zylinder-Vielstoffmotor (Typ: MB 838 CaM-500, 37,4 Liter Hubraum) von MTU mit zwei mechanischen Ladern übernommen wurde. Das als V-Motor mit einem Zylinderwinkel von 90 Grad gebaute Triebwerk leistet bei 2200/min 610 kW (830 PS) und verbraucht je nach Beschaffenheit des Untergrundes und abhängig von der Fahrweise rund 150 Liter auf 100 km. Um eine gleichbleibende Ölversorgung auch bei Schräglage zu gewährleisten, ist der Motor mit einer Trockensumpf-Druckumlaufschmierung ausgerüstet. Auch das Getriebe (Typ: 4 HP-250) von ZF Friedrichshafen und die Abgasanlage mit Frischluftbeimischung zur Verringerung der Infrarot-Signatur wurden vom Leopard 1 übernommen.
An der Stelle des zweiten Munitionsmagazins des Kampfpanzers wurde beim FlaK-Panzer jedoch vorne links in der Wanne ein Zusatzmotor für die Elektroenergieversorgung eingebaut. Der 4-Zylinder-Dieselmotor von Daimler-Benz (Typ: OM 314) ist ebenfalls als Vielstoffmotor ausgelegt, leistet bei einem Hubraum von 3,8 l 66 kW (90 PS) und verbraucht abhängig vom Einsatzstatus des Panzers zwischen 10 und 20 Liter pro Stunde (l/h). Der Motor ist mit einem Verteilergetriebe gekoppelt, an dem mit unterschiedlichen Drehzahlen insgesamt fünf Generatoren betrieben werden: Zwei Metadyn-Maschinen in Tandemanordnung mit Schwungmasse (Energiespeicher zum Beschleunigen und Abbremsen des Turms) für die Stromversorgung und Steuerung der Höhen- und Seitenrichtantriebe, zwei 200 Volt / 380-Hz-Drehstrom-Generatoren mit einer Leistung von je 20 kVA für die Belüftungs-, Feuerleit- und Radaranlagen, sowie ein 28-Volt-Gleichstromgenerator (300 Ampere) für das Bordnetz.
Der Tankinhalt des Gepard beträgt 985 Liter und reicht für eine kombinierte Einsatzdauer von rund 48 Stunden aus.
Das Fahrwerk und die Gleisketten wurden direkt vom Leopard 1 übernommen. Es ist ein drehstabgefedertes Stützrollenlaufwerk mit sieben Laufrollenpaaren. Sie sind mit den Drehstäben über Schwingarme verbunden, deren Ausschlag von Kegelstumpffedern begrenzt wird. Die Stoßdämpfer wurden allerdings gegenüber dem Leopard 1 geändert, um eine bessere Stabilität beim Feuerkampf zu erreichen.
Die Modifikation der Wanne wird unter anderem in einem geänderten Laufrollenabstand, das heißt einen um 8 cm vergrößerten Abstand zwischen dritter und vierter Laufrolle, und der Verlagerung der Batterien in zusätzliche Batteriekästen am Heck deutlich. Als Kette dient eine von Diehl gefertigte gummigelagerte, mit Kettenpolstern bestückte, lebende Endverbinderkette (Typ: D 640 A), das heißt die Kettenglieder sind mit einer gewissen Vorspannung miteinander verbunden, indem die Bolzen, mit denen die einzelnen Glieder miteinander verbunden sind, mit Gummi in die Buchsen eingegossen sind. Durch die Verlängerung der Wanne stieg auch die Anzahl der Kettenglieder auf 85 (Leopard 1: 84 Glieder). Die 12-Volt-Batterien werden in Kombination aus einer Reihen- und einer Parallelschaltung (je zwei in Reihe und drei parallel) zusammengeschaltet und speisen damit das Bordnetz mit 24 Volt Gleichspannung.
Die Wanne selbst besteht aus geschweißtem Panzerstahl und besitzt nur eine einlagige Panzerung. Während die Frontpanzerung 70 mm stark ist und durch die 30-Grad-Schrägstellung einer Durchschlagslänge von 140 mm entspricht, sind die Seiten-, Boden- und Heckpanzerungen nur zwischen 20 und 30 mm stark. Kampf- und Triebwerksraum sind aus Gründen des Brandschutzes durch ein querlaufendes Schott voneinander getrennt. Aufgrund der Verwendung einer ursprünglich für einen Kampfpanzer entwickelten Wanne ist diese für einen FlaK-Panzer trotzdem ungewöhnlich stark gepanzert, was am vergleichsweise hohen Gesamtgewicht deutlich wird, das noch über dem des Leopard 1 liegt.

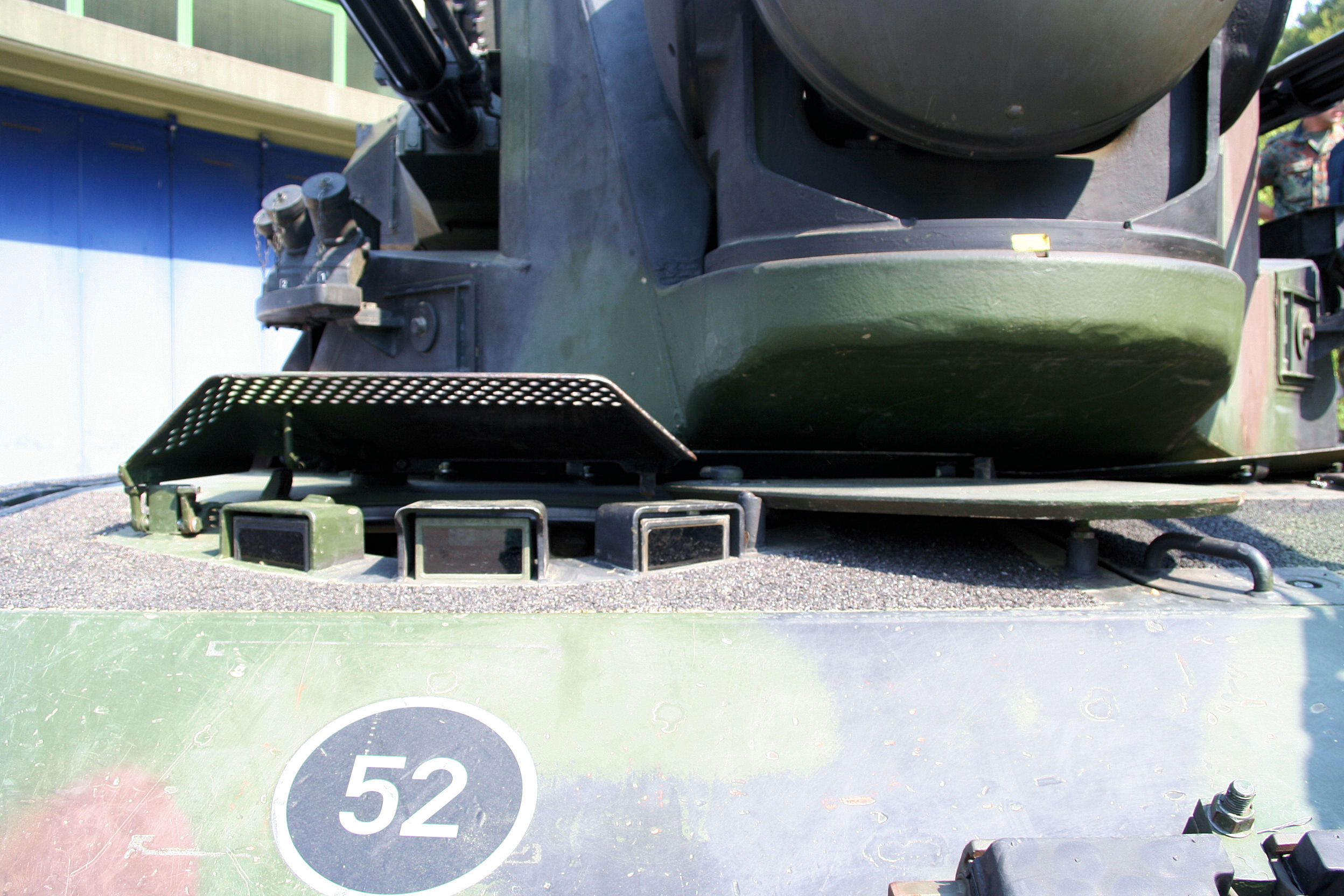
Fahrerluke mit geschlossenem Fahrerschutzgitter, drei Winkelspiegeln und der MLC-Kennzeichnung

Der Fahrer des Gepard sitzt vorne rechts in der Wanne. Fährt der Gepard mit geöffneter Luke und Fahrerschutzgitter, ist aus Sicherheitsgründen die Drehung des Turmes blockiert, der Fahrer hat aber die beste Übersicht. Mit geschlossenem Fahrerschutzgitter ist die Sicht für den Fahrer eingeschränkt, aber der Gepard voll einsatzfähig. Bei geschlossener Luke muss sich der Fahrer über drei Winkelspiegel orientieren. Der mittlere der Winkelspiegel kann durch einen Restlichtverstärker ersetzt werden, was den Gepard in die Lage versetzt, nachts ohne Abblendlicht oder Tarnlicht zu fahren.
Vom Fahrerplatz aus sind die Filter der ABC-Schutz- und Belüftungsanlage zugänglich, die räumlich noch vor dem Zusatzmotor in der Wanne eingebaut sind. Die Belüftung saugt die Außenluft an und leitet sie durch verschiedene Filter (unter anderem Aktivkohle) in den Innenraum. Die Schutzanlage erzeugt dabei im Panzer einen Überdruck, um das unkontrollierte Einströmen von potentiell kontaminierter Außenluft zu verhindern, und ermöglicht eine Einsatzdauer von bis zu 48 Stunden unter ABC-Vollschutz. Die Belüftungsanlage wurde im Rahmen der Nutzungsdauerverlängerung durch eine 10-kW-Klimaanlage ergänzt, die bis zu einer Außentemperatur von 46 °C eingesetzt werden kann.

### Turm
Der als 2-Mann-Turm ausgeführte Turm wiegt mit Munition etwas über 15 Tonnen. Er ist leicht gepanzert und schützt gegen Granatsplitter und Gewehrmunition, wird aber von Maschinenkanonen, Hohlladungsmunition oder Wuchtgeschossen problemlos durchschlagen. Der Turm trägt die kompletten Waffen- und Radaranlagen, die Elektronik mit dem Feuerleitrechner und den gesamten Munitionsvorrat. Der Kommandant (linker Sitz) und der Richtkanonier (rechter Sitz) sitzen dabei in Fahrrichtung direkt nebeneinander.

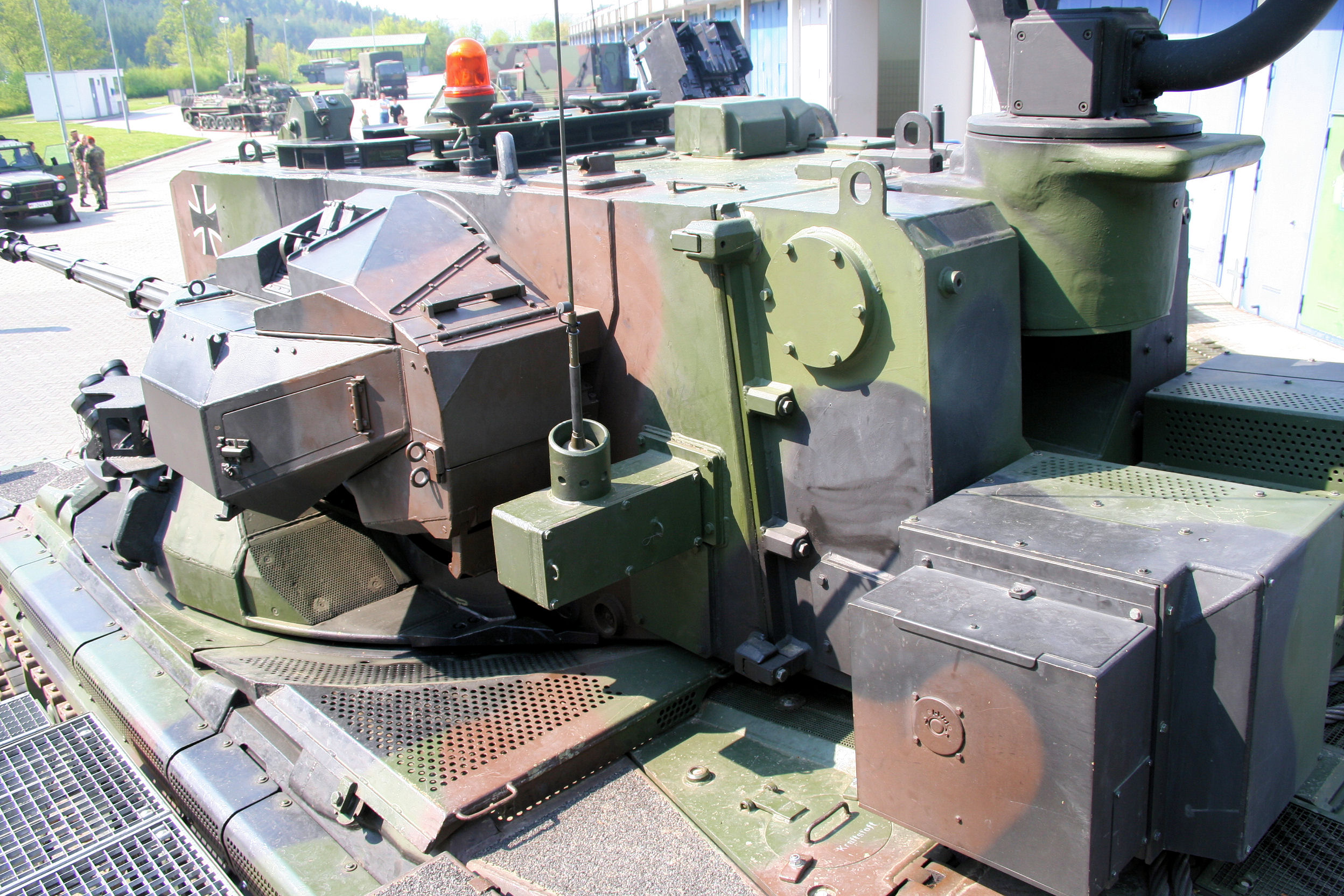
Ansicht des Turms von hinten links mit Geschütz

Aufgrund seiner Einsatzaufgabe, die unter anderem Tiefflieger- und Hubschrauberbekämpfung umfasst, sind der Turm und die Waffen sehr dynamisch und werden deswegen anders als bei den meisten Panzern nicht hydraulisch, sondern über Metadyne (Ward-Leonard-Umformer) von sehr starken Elektromotoren angetrieben. Die Übertragung der elektrischen Energie der Generatoren und Steuersignale in den Turm erfolgt über Schleifringe des Herstellers Schleifring und Apparatebau.

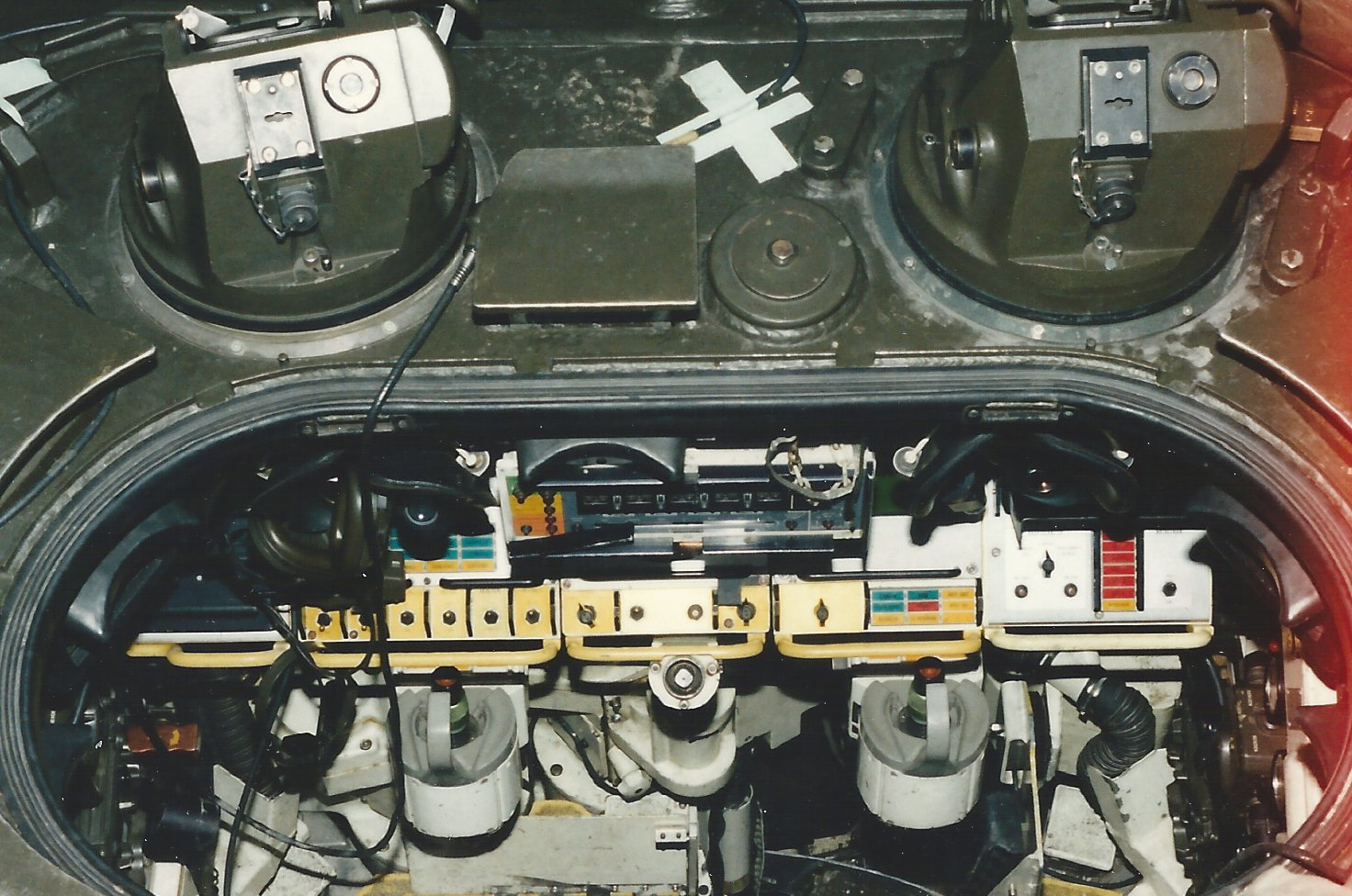
Blick in den Turm (mit eingebautem Höhen-Seiten-Sektor Begrenzer)

Der Turm kann damit in weniger als 2,5 Sekunden einmal um 360° gedreht und die Waffenanlage in nur 1,5 Sekunden um 90° nach oben oder unten geschwenkt werden. Da Kommandant und Richtkanonier nahe der Drehachse des Turmes sitzen, spüren sie die schnelle Drehbewegung kaum und werden so in der präzisen und schnellen Bedienung der Systeme nicht beeinflusst. Durch den Turm gelangt man durch eine über Sicherheitsschalter abgesicherte Tür innerhalb der Panzerwanne zum Fahrer des Gepards (nur in 12-Uhr-Stellung des Turms möglich) und zur Notausstiegsluke im Wannenboden, die sich hinter dem Fahrersitz befindet. Der Sicherheitsschalter blockiert dabei die Drehbewegung des Turmes und schützt so die Panzerbesatzung davor, beim Durchqueren der Tür zerquetscht zu werden.
Der Großteil der Bedienelemente für die Turmbesatzung findet sich auf fünf Bedienpulten, wovon das mittlere Pult (Pult 3) hauptsächlich vom Bildschirm des Suchradars und Pult 4 beim Richtkanonier von den Anzeigen des Folgeradars eingenommen wird.

### Elektronik und Feuerleitsystem

#### Radaranlagen
Zur Zielaufklärung verfügt der Gepard am Turmheck über ein abklappbares Rundsuchradar mit sechs wählbaren Frequenzen und hoher Datenrate (60 Umdrehungen pro Minute). Bei der Bundeswehr wird der von Siemens hergestellte Typ MPDR 12 im S-Band und mit horizontaler Polarisation, Nebenkeulenunterdrückung und integriertem Sekundärradar (Typ: MSR 400 Mk XII) für die Freund-Feind-Erkennung (IFF) verwendet; die Reichweite beträgt 15 Kilometer. Das Suchradar kann auch während der Fahrt des Panzers betrieben werden, um so die Überwachung des Luftraumes bei der Verlegung sicherzustellen.

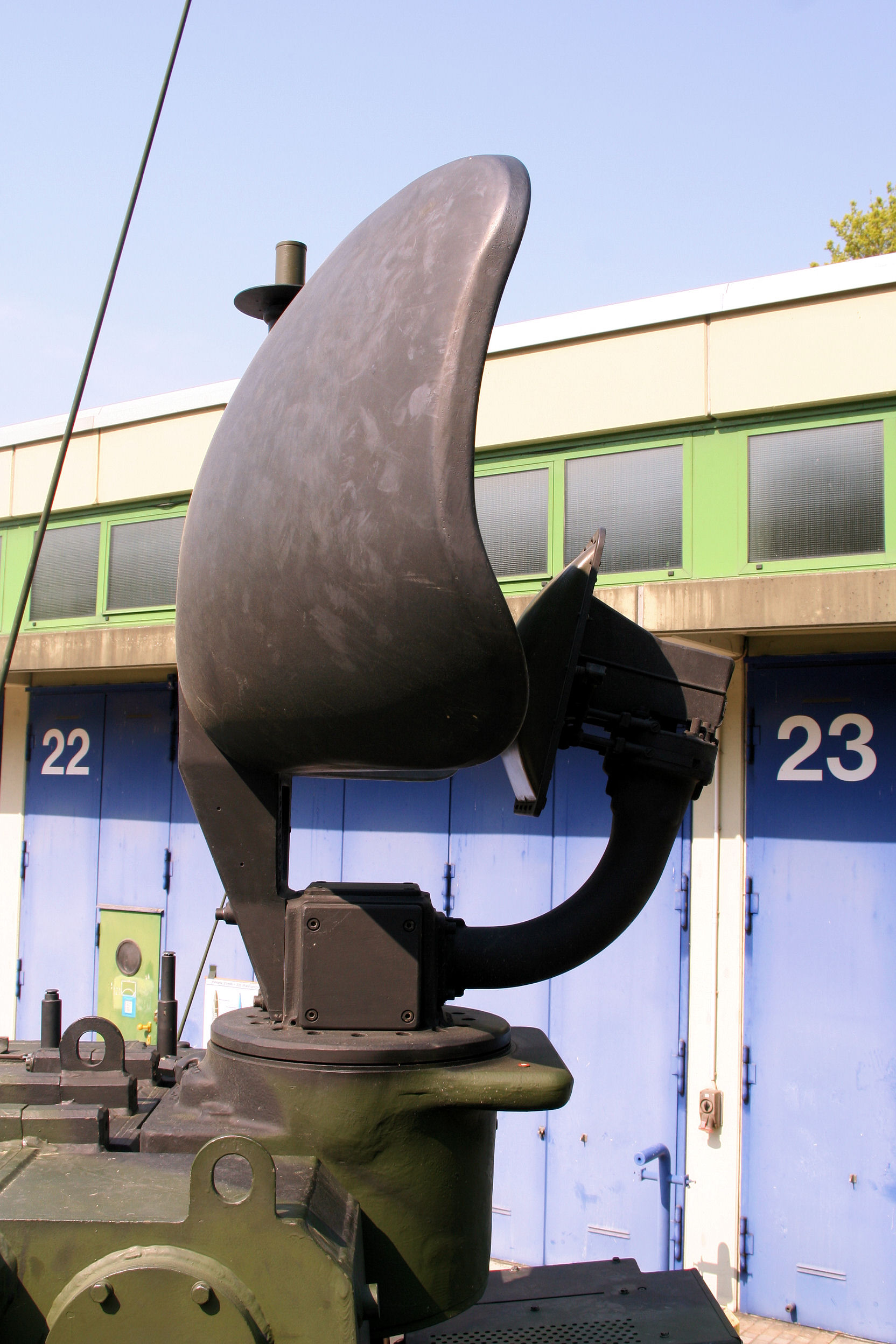
Aufgerichtetes Suchradar in der Version des deutschen und belgischen Gepards

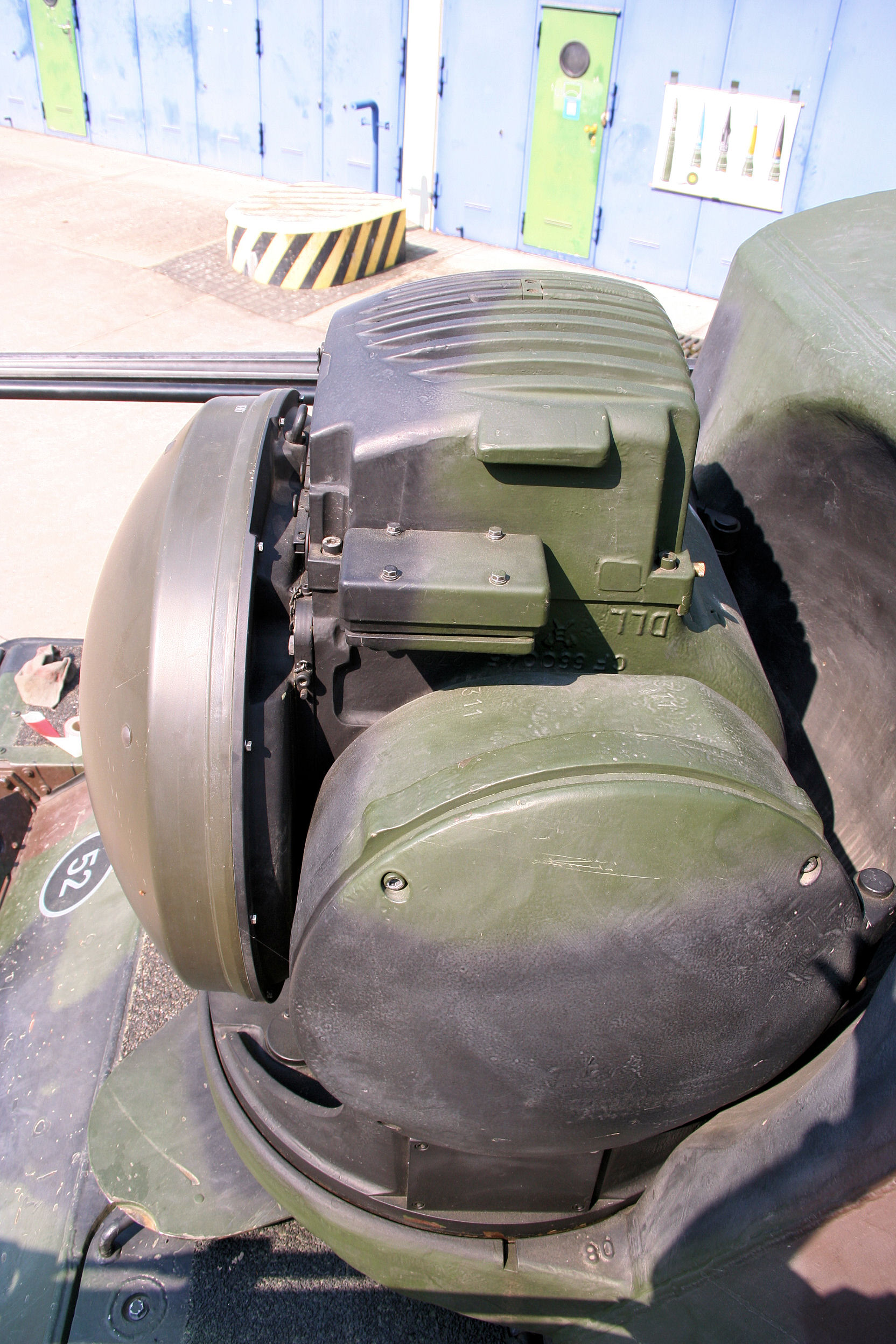
Folgeradar des Gepard mit aufgesetztem Laserentfernungsmesser

Mittig an der Turmfront befindet sich das Folgeradar (bei der Bundeswehr im Ku-Band) mit einer Reichweite von 15 Kilometern, zwei Frequenzen und Phasendetektor. Es ist als Monopulsantenne ausgelegt – unter dem Radom befinden sich vier Hornstrahler, die das reflektierte Signal phasensensitiv empfangen. Das Folgeradar schwenkt zur Zielerfassung selbstständig aus und nach der Bekämpfung wieder ein, um die beschussempfindliche Radarantenne und den Laserentfernungsmesser, der auf der Oberseite des Folgeradars montiert ist, zu schützen. Wie beim Turm oder anderen rotierenden Bauteilen erfolgt die Übertragung von Energie, Signalen und anderen Medien (beispielsweise Druckluft) über Schleifringe, im Falle des Folgeradars ein 225-Wege-Schleifring. Beide Radaranlagen arbeiten vollständig unabhängig voneinander, besitzen aufgrund der Auslegung als Puls-Doppler-Radar eine sehr gute Entstörung gegen Festziel-Echos (Clutter) sowie elektronische Gegenmaßnahmen (ECM) und sind mit Eigendiagnosesystemen (built in test equipment) für die Elektronik und das Radar ausgestattet. Die Anzeige des Suchradars erfolgt auf einem klassischen runden Radarschirm (PPI-Scope, Durchmesser 15 cm).
| Suchradar           | DE/BE      | NL        |
| ------------------- | ---------- | --------- |
| Frequenzband        | S-Band     | X-Band    |
| Reichweite          | 15 km      | 15 km     |
| Umdrehungszahl      | 60/min     | 60/min    |
| Dämpfung            | 60 dB      | 43 dB     |
| Antennengewinn      | ca. 23 dB  | ca. 23 dB |
| Polarisation        | horizontal | zirkular  |
| wählbare Frequenzen | 6          | 6         |
| Sekundärradar       | 1          | 1         |

| Folgeradar            | DE/BE       | NL          |
| --------------------- | ----------- | ----------- |
| Frequenzband          | Ku-Band     | X/Ka-Band   |
| Reichweite            | 15 km       | 13 km       |
| wählbare Frequenzen   | 2           | 6           |
| Clutter-Unterdrückung | ca. 23 dB   | ca. 30 dB   |
| Impulsfrequenzen      | 3           | 3           |
| Antennenform          | parabolisch | parabolisch |

#### Optische Aufklärung
Alternativ können Flugziele über zwei optische Panoramaperiskope anvisiert werden, etwa bei Ausfall des Folgeradars oder um auf ein Ziel aufzuschalten, ohne durch die Emission von Radarstrahlung den eigenen Standort zu verraten. Durch die beiden unabhängigen Periskope ist es auch möglich, ein Ziel zu bekämpfen und gleichzeitig ein weiteres Ziel optisch zu verfolgen oder den Luftraum und Boden während der Verfolgung und Bekämpfung zu überwachen. Die Periskope können dabei von 1,5- auf 6-fache Vergrößerung (Sichtfeld 50° und 12,5°) umgeschaltet werden und besitzen Scheibenheizung, Fadenkreuzbeleuchtung und Scheibenwischer mit Reinigungsanlage.
Das Folgeradar ist darüber hinaus mit den Periskopen des Kommandanten und des Richtkanoniers gekoppelt; dadurch wird bei der Zielerfassung über das Radar das Periskop des Richtkanoniers zunächst automatisch zum Ziel ausgerichtet, um die Zielverfolgung zusätzlich optisch zu überwachen oder das Ziel bei Störung der IFF-Anlage zu identifizieren.

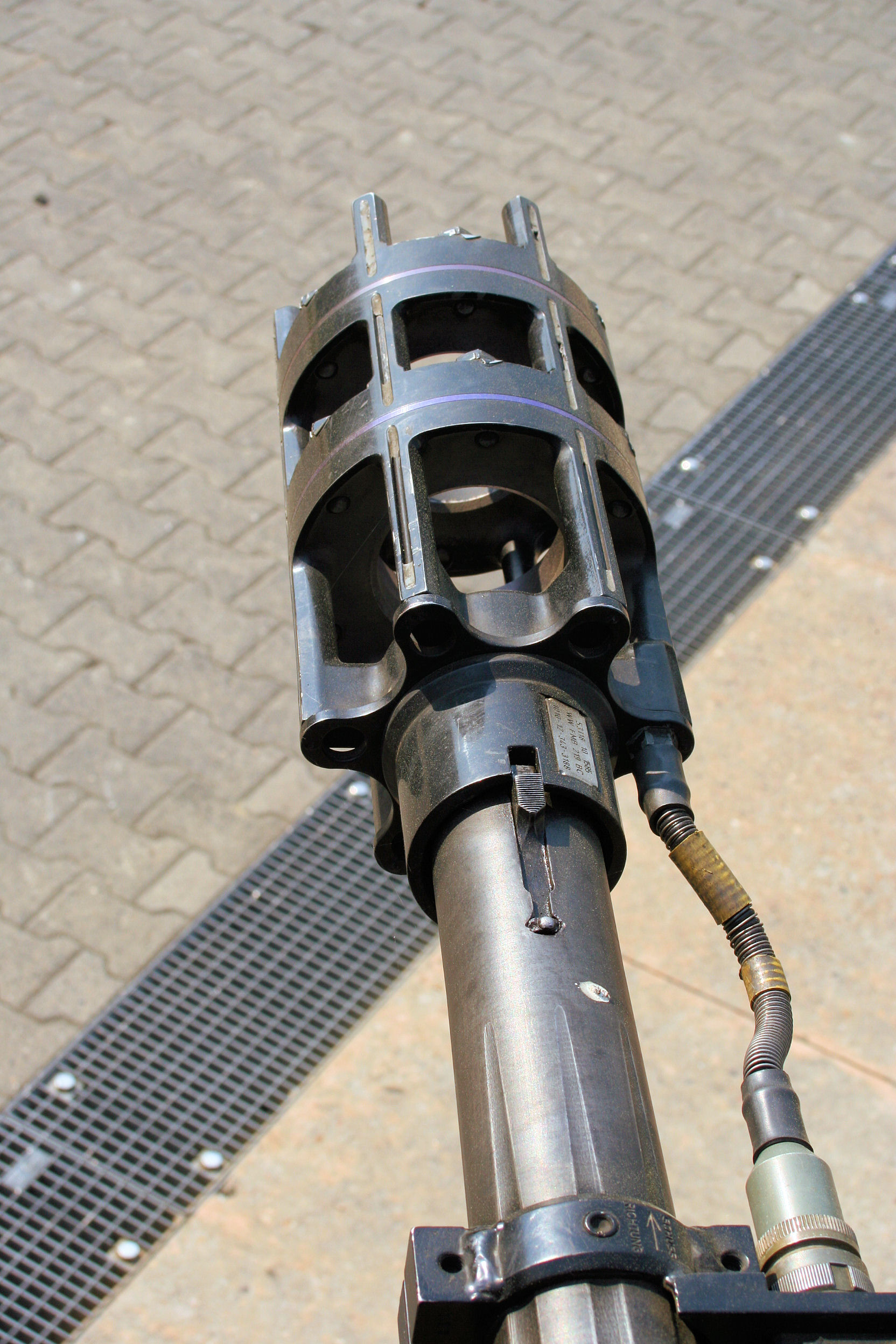
Mündung der linken Kanone mit v_{0}-Messanlage

#### Feuerleitsystem und -rechner
Auf Grund der ballistischen Flugbahn der Munition und der möglichen großen Entfernung zu schnell beweglichen Luftzielen ist eine präzise Berechnung der Waffenanlage für den effektiven Feuerkampf erforderlich.
Ausgehend von der über Gyroskope ermittelten räumlichen Lage (Neigung, Winkel und Richtung) des Panzers und der Entfernung zum Ziel berechnet der Feuerleitrechner den Drehwinkel des Turms und den Höhenwinkel der Waffen. In Abhängigkeit von der ermittelten Geschwindigkeit, Flugroute, Flughöhe und der Entfernung des Flugziels wird der benötigte Aufsatz und Vorhalt ermittelt. Um die Genauigkeit weiter zu erhöhen, können meteorologische Parameter wie Lufttemperatur und -druck, Windgeschwindigkeit und -richtung jeweils aktuell eingegeben werden.
Durch die Messung der Mündungsgeschwindigkeit (v0) wird eine aktuelle Durchschnittsgeschwindigkeit der Geschosse ermittelt, in die Feuerleitrechnung einbezogen und die Waffenausrichtung entsprechend korrigiert. Diese Anpassung ist notwendig, weil sich mit jedem Schuss die Kanonenrohre erwärmen und kleine Abweichungen in der Munition bestehen, was zu unterschiedlichen Geschwindigkeiten führt. Um diese Berechnung stabil zu halten, geht der Waffenrechner dann davon aus, dass sich das nächste Geschoss sehr ähnlich dem zuletzt abgefeuerten verhält.
Der Feuerleitrechner unterscheidet bis zu sechs Hauptbetriebsarten mit bis zu drei Unterbetriebsarten, die abhängig von der Bedrohungssituation, wie beispielsweise Hubschrauber, und dem technischen Status, wie bei Störungen eines der Waffenrechner oder des Radars, ausgewählt werden können. Beispielsweise wird in der Betriebsart Hubschrauber die Laserentfernungsmessung aktiviert, die Feuerleitrechnung vereinfacht und damit beschleunigt, und mehr Munition verschossen, um die unmittelbare Bedrohung eines über die Baumwipfel aufsteigenden Kampfhubschraubers zu bekämpfen.
Die Zieldaten können auch von einer externen Feuerleitstelle empfangen und in den Feuerleitrechner eingespeist werden. Eine Entfernungsermittlung bis 5500 Meter mittels des Lasers (Lasertyp Nd:YAG-Laser) ist seit der Version B2L möglich und erhöht die Genauigkeit der Feuerleitrechnung, da die Entfernungsermittlung genauer als bei den Radaranlagen ist.
Im Rahmen der NDV zur Version 1 A2 des Gepards wurde ein neuer digitaler, von EADS entwickelter Waffenrechner eingebaut. Der Computer nutzt 32-Bit-68020-Prozessoren von Motorola mit Koprozessor und besitzt eine Schnittstelle für Command, Control and Communications (C3), das heißt eine Anbindung an militärische Führungssysteme. Außerdem wurde ein GPS-System (Typ: PLGR 95) eingebaut, das die Fahrzeugnavigationsanlage unterstützt und dessen Antenne am Turm aufgesetzt wurde.

### Bewaffnung

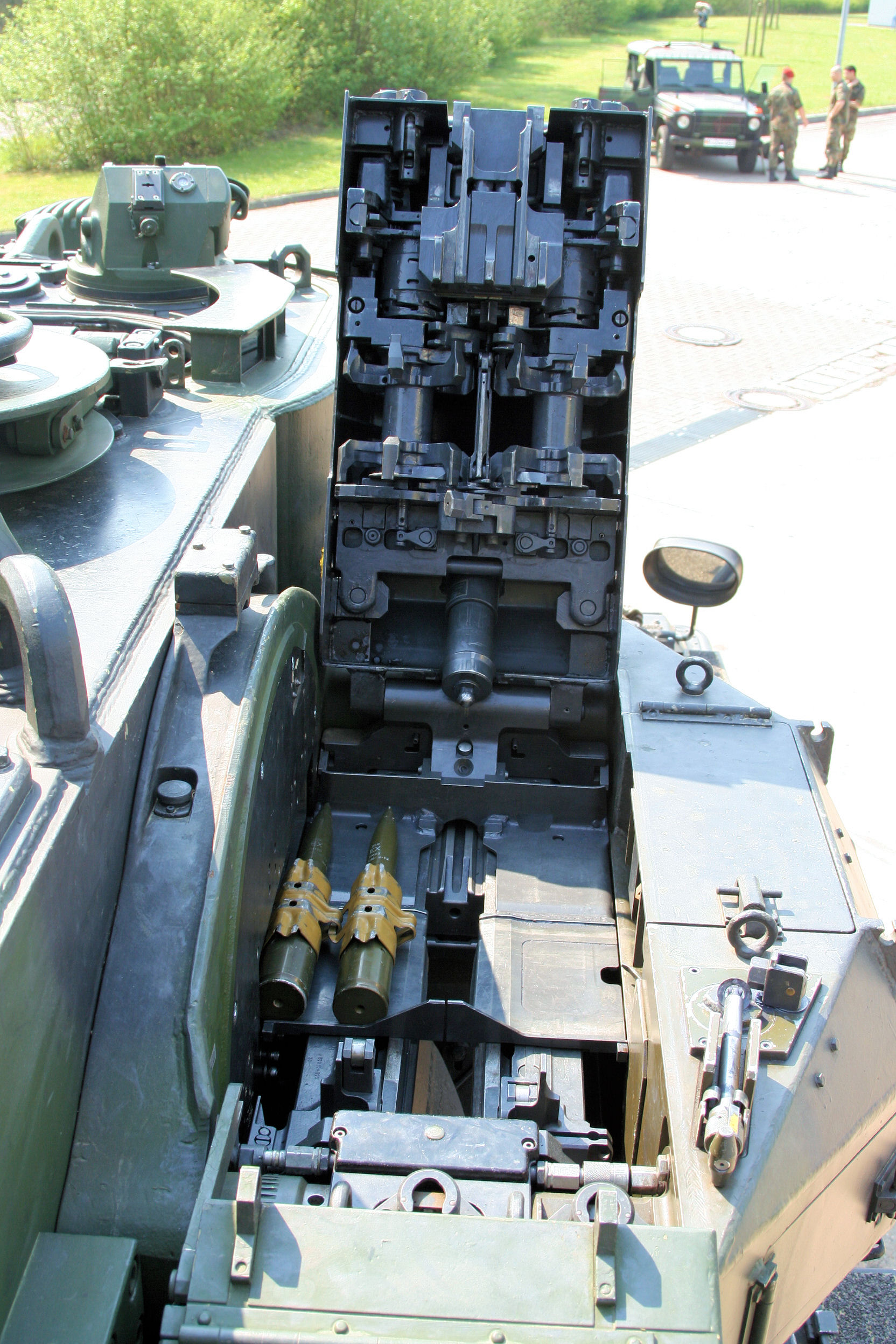
Rechte Waffe mit geöffneter Waffendecke und zwei Schuss gegurteter Exerziermunition

#### Geschütze
Die 35-mm-Zwillingskanonen KDA L/90 von Oerlikon stellen die einzige offensive Bewaffnung des Panzers dar. Der verwendete Typ ist ein Gasdrucklader mit beim Schuss starr verriegeltem Verschluss und einer Kaliberlänge von 90, das heißt, das Rohr ist 3150 mm lang (3710 mm mit der v0-Messanlage).
Die Zündung der Patrone erfolgt mit einem Schlagbolzen. Die gesamte Waffenanlage ist an den Seiten des Turms lafettiert und nicht stabilisiert, wodurch ein Feuern während der Fahrt zu größerer Streuung im Ziel führt, aber prinzipiell möglich ist. Der Höhenrichtbereich der Waffen ist dabei −10° bis +85°. Jede Kanone kann einzeln aktiviert, gespannt und entspannt werden, um bei Störungen der einen Waffe, wie Zünd- oder Zuführfehler, mit der anderen weiterfeuern zu können. Störungen der Waffenanlage treten am häufigsten mit Übungsmunition aufgrund deren Bauweise auf; mit Gefechtsmunition arbeiten die Waffenanlagen sehr zuverlässig.

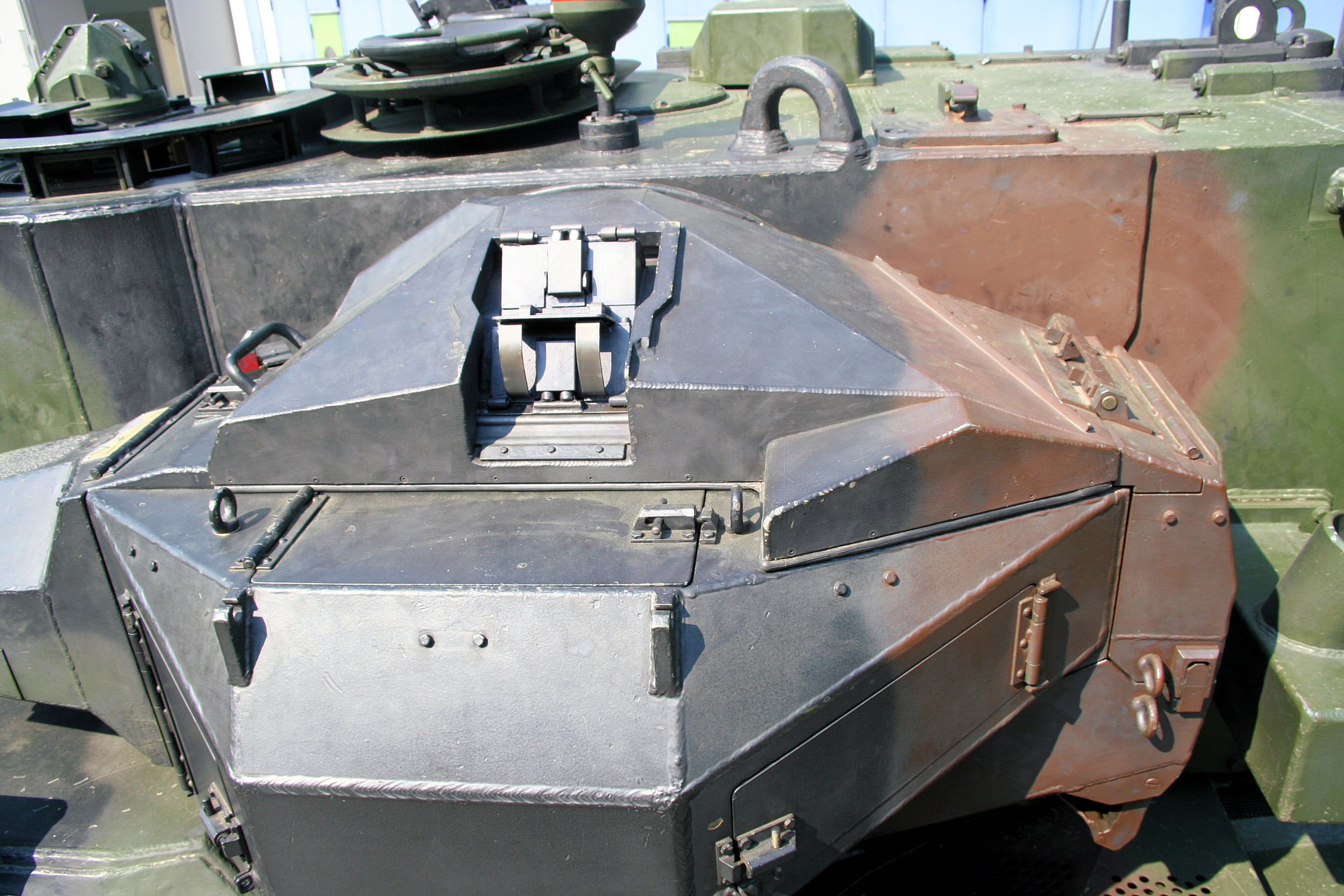
Linkes Waffengehäuse mit Auswurf für die Gurtglieder (oben mittig) und dem Magazindeckel für die Bodenzielmunition (direkt davor)

Im Normalbetrieb werden bei einem Feuerstoß beide Waffen abwechselnd abgefeuert, um eine höhere Geschosskonzentration im Ziel zu erreichen und so die Trefferwahrscheinlichkeit zu erhöhen. Die Feuerrate (Kadenz) liegt bei 550 Schuss pro Minute je Waffe, was zu einer Gesamtkadenz von 1100 Schuss pro Minute führt. Der Gepard wäre damit in der Lage, den kompletten Munitionsvorrat in weniger als vierzig Sekunden Dauerfeuer zu verschießen. Der Ausstoß der Gurtglieder erfolgt dabei seitlich nach oben über zwei Auswerfer, während die Patronenhülsen in der Waffe nach unten ausgestoßen werden. Um zu vermeiden, dass sich diese Patronenhülsen zwischen Turm und Wanne verklemmen und so die Turmdrehung behindern, hat der Gepard rund um den Turm Hülsenabweisbleche zur Verringerung des Spaltmaßes.

#### Munition
Die verwendete Munition im NATO-Kaliber 35 × 228 mm ist international verbreitet. Für den Gepard wird sie im Endlos-Zerfallgurt (Typ: DM70) gegurtet. Die Munition gegen Flug- und leichte Bodenziele ist in zwei nach Waffen getrennten Munitionsbehältern in dem Turmbereich gelagert, der sich innerhalb der Wanne befindet und daher gut geschützt ist. Die beiden Munitionsbunker sind durch mit Dichtungen versehene, abnehmbare Deckel vom Kampfraum abgetrennt und nehmen die Munition in S-förmigen Schlaufen auf. Sie fassen je 320 Schuss Flugzielmunition, die normalerweise für die Bekämpfung von mehr als 25 Flugzielen ausreicht. Die HVAPDS-T-Munition (High-Velocity Armor-Piercing Discarding Sabot-Tracer) gegen gepanzerte Bodenziele befindet sich dagegen in einem ungepanzerten Magazin an der Außenseite jeder Waffe, welches je 20 Schuss aufnimmt, sie wird beim Aufmunitionieren meist spiralförmig eingerollt. Da beim Aufmunitionieren das Öffnen der Munitionsstränge mit je acht Patronen und das neue Verbinden der Gurtglieder zum Endlosgurt notwendig ist, benötigt eine eingespielte Mannschaft dafür rund 15 Minuten, eine unerfahrene Besatzung hingegen benötigt für das vollständige Aufmunitionieren etwa eine Stunde.
Das Umschalten der Munition zwischen Flugziel- und Bodenzielmunition übernimmt der Richtkanonier. Mit einem Kippschalter wird die Munitionszuführung in der Waffe elektromechanisch umgeschaltet. Als Gefechtsmix gegen Flugziele wurde bei der Bundeswehr einschließlich der Version B2L ein Mix von Sprengbrandmunition (High-Explosive Incendiary, HEI) und Panzersprengbrandmunition (Semi-Armor-Piercing High-Explosive Incendiary, SAPHEI) 3 zu 1 gegurtet. Diese Munitionstypen haben eine Mündungsgeschwindigkeit von 1175 Metern pro Sekunde (m/s) und einen kombinierten Aufschlag-Verzögerungszünder mit Selbstzerlegung zur Vermeidung von Kollateralschäden, das heißt, die Munition explodiert automatisch nach einer voreingestellten Zeit, wenn der Zünder nicht anderweitig ausgelöst wurde. Die Kampfentfernung liegt bei 3500 Metern. Zum Zeitpunkt der Außerdienststellung verwendete der Gepard 1A2 bei der Bundeswehr die FAPDS-Munition (Frangible Armour Piercing Discarding Sabot), die eine Mündungsgeschwindigkeit (v0) von mindestens 1400 m/s erreicht. Die effektive Reichweite gegen Flugziele beträgt mit dieser Munition bis zu 5000 Meter Entfernung und 3500 Meter Höhe.

#### Munitionsvarianten der Bundeswehr
Die Munition im Kaliber 35 × 228 mm wird von über 30 Staaten mit der Oerlikon 35-mm-Zwillingskanone, der Rheinmetall KDG-Revolverkanone sowie anderen Kanonen genutzt und von mehreren Herstellern in Brasilien, Norwegen sowie auch im Rahmen der Kooperation von Rheinmetall und Denel in Südafrika hergestellt. Zu den in der Bundeswehr für das Gepard-System eingeführten Munitionstypen nachfolgend ein Überblick:
| DM-Nummer | DM-Nummer (vollständig) | Kaliber / Art | Waffe                   | Plattform                      | Bemerkung             |
| --------- | ----------------------- | ------------- | ----------------------- | ------------------------------ | --------------------- |
| DM21      | DM21 HE                 | 35 × 228 mm   | Oerlikon-KDA-35-mm L/90 | Flugabwehrkanonenpanzer Gepard |                       |
| DM31      | DM31 HE-T               | 35 × 228 mm   | Oerlikon-KDA-35-mm L/90 | Flugabwehrkanonenpanzer Gepard |                       |
| DM33      | DM33 FAPDS              | 35 × 228 mm   | Oerlikon-KDA-35-mm L/90 | Flugabwehrkanonenpanzer Gepard | ab Version Gepard 1A2 |
| DM23      | DM23 HVAPDS             | 35 × 228 mm   | Oerlikon-KDA-35-mm L/90 | Flugabwehrkanonenpanzer Gepard |                       |
| DM18      | DM18 UEB-T              | 35 × 228 mm   | Oerlikon-KDA-35-mm L/90 | Flugabwehrkanonenpanzer Gepard |                       |
| DM28      | DM28 Manöver            | 35 × 228 mm   | Oerlikon-KDA-35-mm L/90 | Flugabwehrkanonenpanzer Gepard |                       |
| DM20      | DM20 Ex                 | 35 × 228 mm   | Oerlikon-KDA-35-mm L/90 | Flugabwehrkanonenpanzer Gepard |                       |

### Selbstschutz

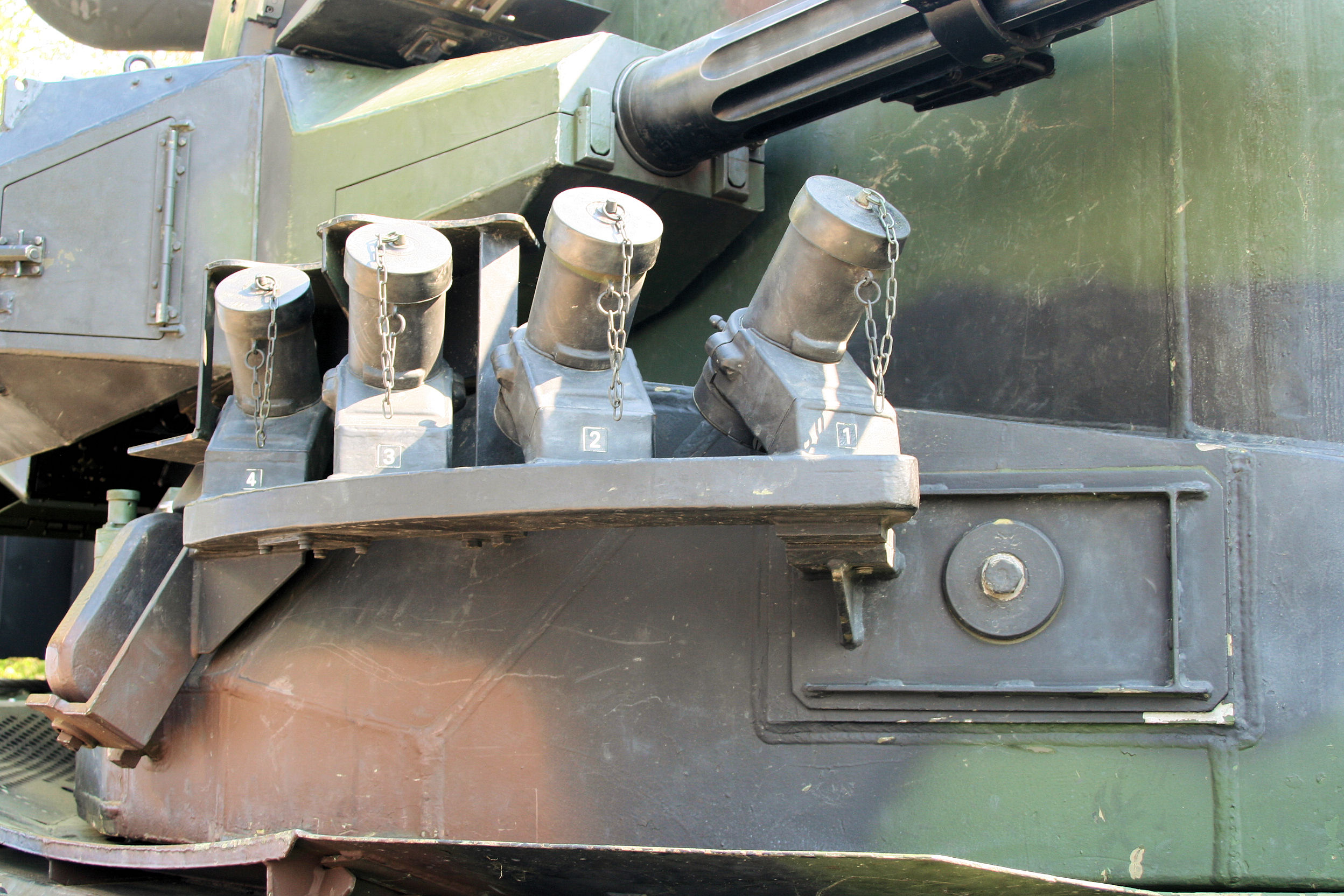
Nebelmittelwurfanlage an der rechten Turmseite

Zum Selbstschutz besitzt der deutsche Gepard eine impulsgesteuerte 76-mm-Nebelmittelwurfanlage von Wegmann mit acht Rohren. Dabei sind je vier Rohre an beiden Seiten des Turmes angebracht. Bei der Bundeswehr wurden neben der persönlichen Ausrüstung der Besatzung (zwei Pistolen P8 und einer Maschinenpistole MP2) im Einsatz noch Handgranaten und zwei Thermitladungen mitgeführt, um den Panzer und die Waffenanlage notfalls unbrauchbar machen zu können.

### Sonstiges
Der Gepard ist ohne weitere Zusatzausrüstung in der Lage, Gewässer zu durchqueren, kann jedoch nicht komplett untertauchen – er ist lediglich tiefwatfähig. Nach dem Einschalten der Tauchhydraulik, Umstellen der Luftzuführung für den Antrieb und dem Aufpumpen der Dichtungen des Turmes kann er bis knapp zur Unterkante der Waffen in Gewässer eintauchen und sie durchqueren. Um diese Fähigkeit zu erreichen, benötigt die Besatzung rund zehn Minuten. Er ist in diesem Zustand nicht zum Feuerkampf in der Lage.
Für den Fall, dass der Antrieb für Turm oder Waffenanlage ausfällt, können diese manuell betätigt werden. Der Turm lässt sich mit einer Kurbel drehen, jedoch dauert eine volle 360°-Grad-Drehung rund drei Minuten. Die Waffenanlage lässt sich manuell spannen und gleichfalls in der Höhe ausrichten.

### Weiterentwicklungen
Krauss-Maffei Wegmann, als heute fusioniertes Unternehmen der beiden ursprünglichen Hauptproduzenten, entwickelte ein Raketensystem als Zusatzbewaffnung für den Gepard, basierend auf der US-amerikanischen FIM-92-Stinger-Rakete. Ein Zwillings-Stinger-System wurde dabei seitlich an die rechte 35-mm-Kanone montiert.

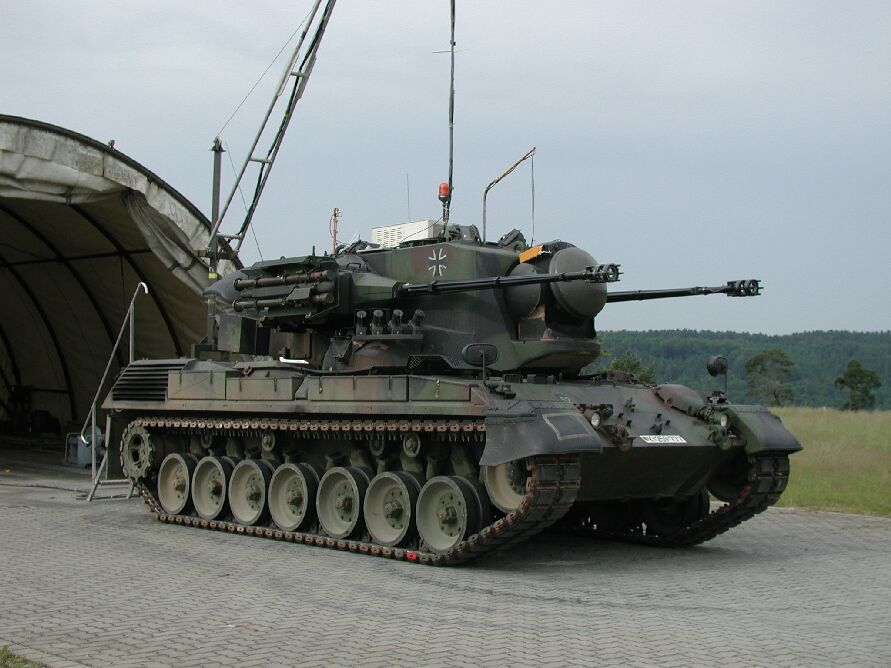
Flakpz Gepard mit Stinger, Prototyp

Zudem konnte der Gepard dank einer Weiterentwicklung zur Objektsicherung über einen externen Leitstand ferngesteuert werden. Das Smart Fort genannte System bot einen vollen Systemzugriff auf den Gepard und ermöglichte den Feuerkampf aus der Deckung, beispielsweise aus einem Bunker, heraus.

## Einsatzablauf und Feuerkampf

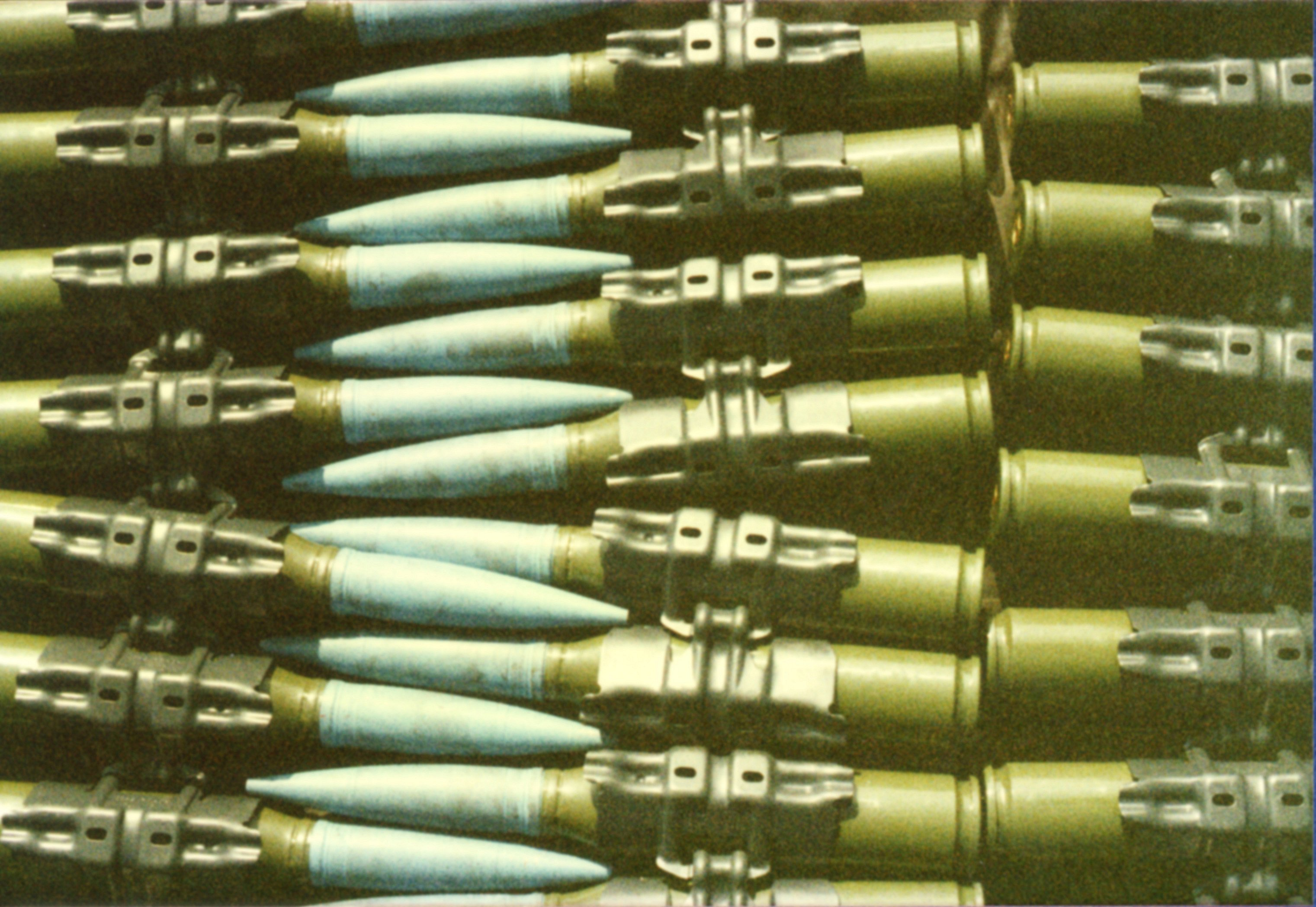
Übungsmunition 35 mm im Gurt

Die Effektivität des Einsatzes des Gepard erfordert neben der Aufklärung durch die Radaranlagen und der Arbeit der Feuerleitanlage eine trainierte Zusammenarbeit zwischen Kommandant und Richtkanonier. Deren Aufgaben- und Arbeitsteilung ist durch die räumliche Anordnung der Pultteile und Bedienelemente vorgegeben. Der Kommandant führt den Panzer und den Feuerkampf, überwacht die Störanzeigen und während der Zielverfolgung die Umgebung und das Suchradar. Er ist dabei auch für die Bedienung und Überwachung der Systemhauptschalter, der Motorsteuerung des Dieselaggregates und die Radarwahlschalter verantwortlich.
Der Richtkanonier erfasst und identifiziert das Ziel zusätzlich über die Optik, soweit es die Sichtverhältnisse zulassen; außerdem überwacht er das Folgeradar und die Zielverfolgung, bedient die Waffenanlage und entsichert die Geschütze. Auf Befehl des Kommandanten feuert er die Waffen ab, was über ein Bodenpedal mit Sicherungshebel geschieht.

### Zielaufklärung, -erfassung und -verfolgung

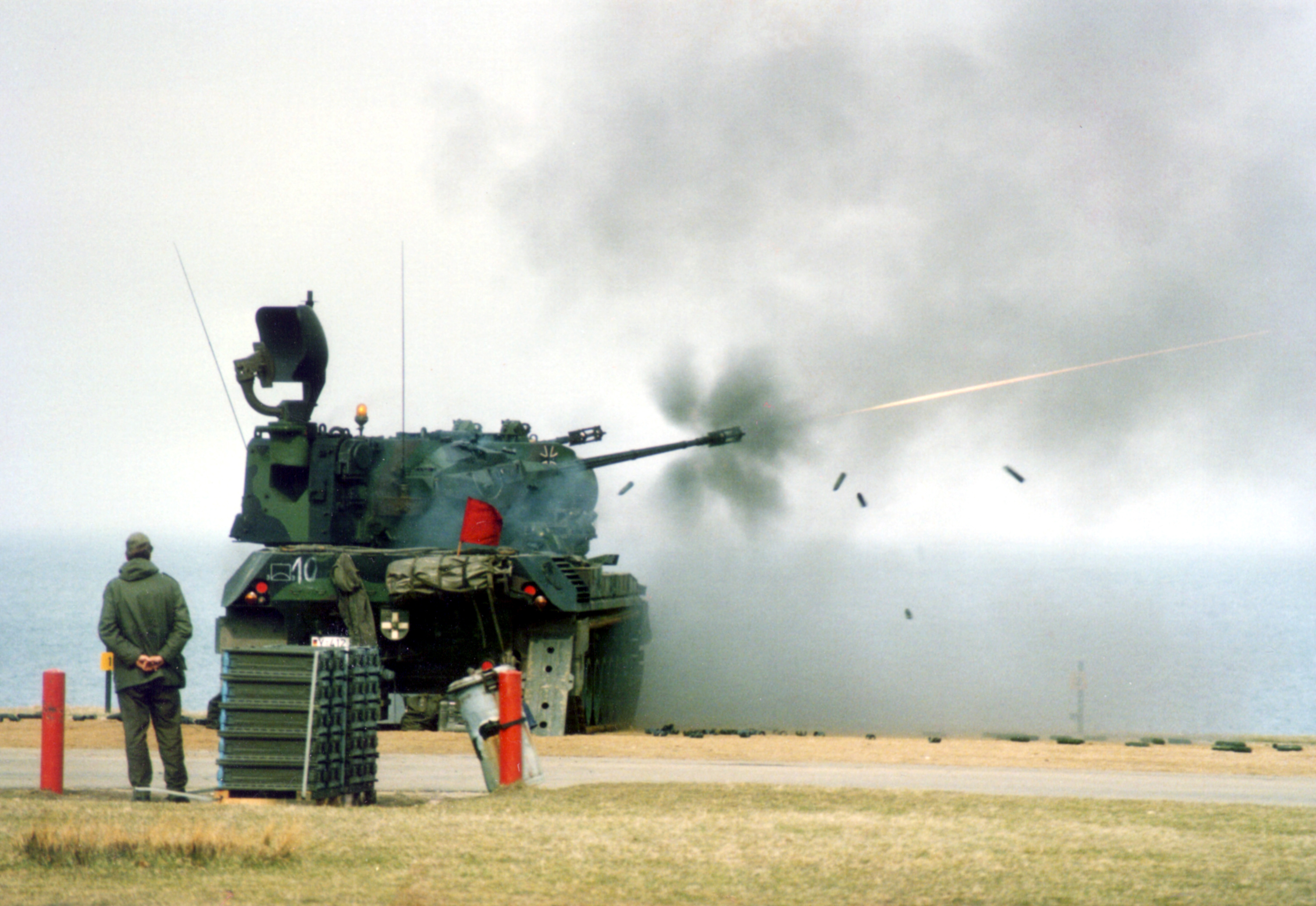
Gepard beim Flugzielschießen auf dem Schießplatz Todendorf

Der Gepard klärt seine Umgebung über sein Suchradar oder die beiden Periskope auf. Alternativ kann er über Datenfunk die Zieldaten eines externen Radargerätes empfangen. Der Richtkanonier markiert dann auf Anweisung des Kommandanten das Ziel mit einer Art Steuerknüppel. Das Markieren des Ziels löst das Ausschwenken des Folgeradars aus, das selbstständig beginnt, den Höhenrichtbereich abzutasten, da vom Suchradar zunächst nur die Information über den Seitenwinkel übernommen wird. Dabei wird normalerweise schon der Turm nachgeführt. Mit dem Erfassen eines Ziels erfolgt die Aufschaltung des Folgeradars und zusätzlich der IFF. Der Feuerleitrechner beginnt mit der Berechnung und richtet die Waffen aus. Spätestens nun werden die Radarwarngeräte des Zieles ansprechen und der Besatzung des Flugzeuges signalisieren, dass sie sich im Leitstrahl eines Folgeradars befinden. Der Gepard ist ab diesem Zeitpunkt stark gefährdet, da sein Standort dadurch gut aufgeklärt werden kann und das aufgeschaltete Flugzeug den Panzer mit einer Anti-Radarrakete, wie beispielsweise einer AGM-88 HARM oder AS-17 Krypton, bekämpfen könnte. Auch das Einleiten von anderen Gegenmaßnahmen, wie der Abwurf von Düppeln oder Ausweichmanöver, erschwert dann die Verfolgung und Bekämpfung.

### Bekämpfung
Für die Bekämpfung von allen Zielen gibt es verschiedene Feuerraten. Flugzeuge werden in der Regel mit Feuerwahl NORMAL bekämpft. Hierbei bestimmt der Feuerleitrechner, welche Anzahl von Patronen optimal verschossen wird, maximal jedoch zwölf Schuss pro Waffe. Bei begrenztem Munitionsvorrat wird mit Feuerwahl BEGRENZT gefeuert (zehn Schuss pro Waffe). Drohnen (UAV) werden mit Feuerwahl KURZ bekämpft. Darüber hinaus stehen die Feuerarten DAUER, die nur in Ausnahmen verwendet wird, und EINZEL für die Bekämpfung von Bodenzielen zur Verfügung.

### Einsatz gegen Bodenziele
Bei der Bekämpfung von Bodenzielen, wie Panzern oder Radfahrzeugen, erfolgt die Erfassung und Verfolgung visuell über eines der Periskope von Kommandant oder Richtkanonier. Die Entfernungseinstellung für die Waffen wird geschätzt und erfolgt manuell, der Laserentfernungsmesser wird bei Bodenzielen nicht eingesetzt.
Der Gepard ist normalerweise nicht in der Lage, einen Kampfpanzer zu zerstören, kann diesen aber so stark beschädigen (beispielsweise die Sensoren und das Laufwerk), dass er selbst sich der direkten Bedrohung entziehen kann. Aufgrund des relativ großen Kalibers der Kanonen, das über denen der meisten Schützenpanzer liegt, kann er dagegen leichtgepanzerte Fahrzeuge wie Schützenpanzer, Transportpanzer oder andere Flugabwehrfahrzeuge problemlos zerstören.
Bodenziele werden entweder im schnellen Einzelfeuer oder in kurzen Feuerstößen bekämpft. Je nach Zielart wird entweder die Flugziel- oder Hartkernmunition verwendet. Wegen der lediglich geschätzten Entfernung zu einem Bodenziel ist es sinnvoll, Leuchtspurmunition zu verwenden, um nach dem ersten Schuss die Entfernungseinstellung zu korrigieren. Ein Nachteil dieser Methode ist die enorm erleichterte Aufklärung des Panzers durch den Gegner.

## Gepard 1 A2
(Angaben zur letzten Version der Bundeswehr)
- Besatzung: 1 Fahrer, 2 Mann Waffenbedienpersonal (Kommandant und Richtkanonier)

Abmessungen und Gewicht
- Länge: 7,76 m
- Breite: 3,28 m
- Höhe: 4,22 m (mit ausgeklapptem Suchradar)
- Gewicht: ca. 47,5 t; davon 32 Tonnen für das Fahrgestell und 15,5 Tonnen für den Turm; Militärische Lastenklasse (MLC): 52

Antrieb und Fahrleistungen

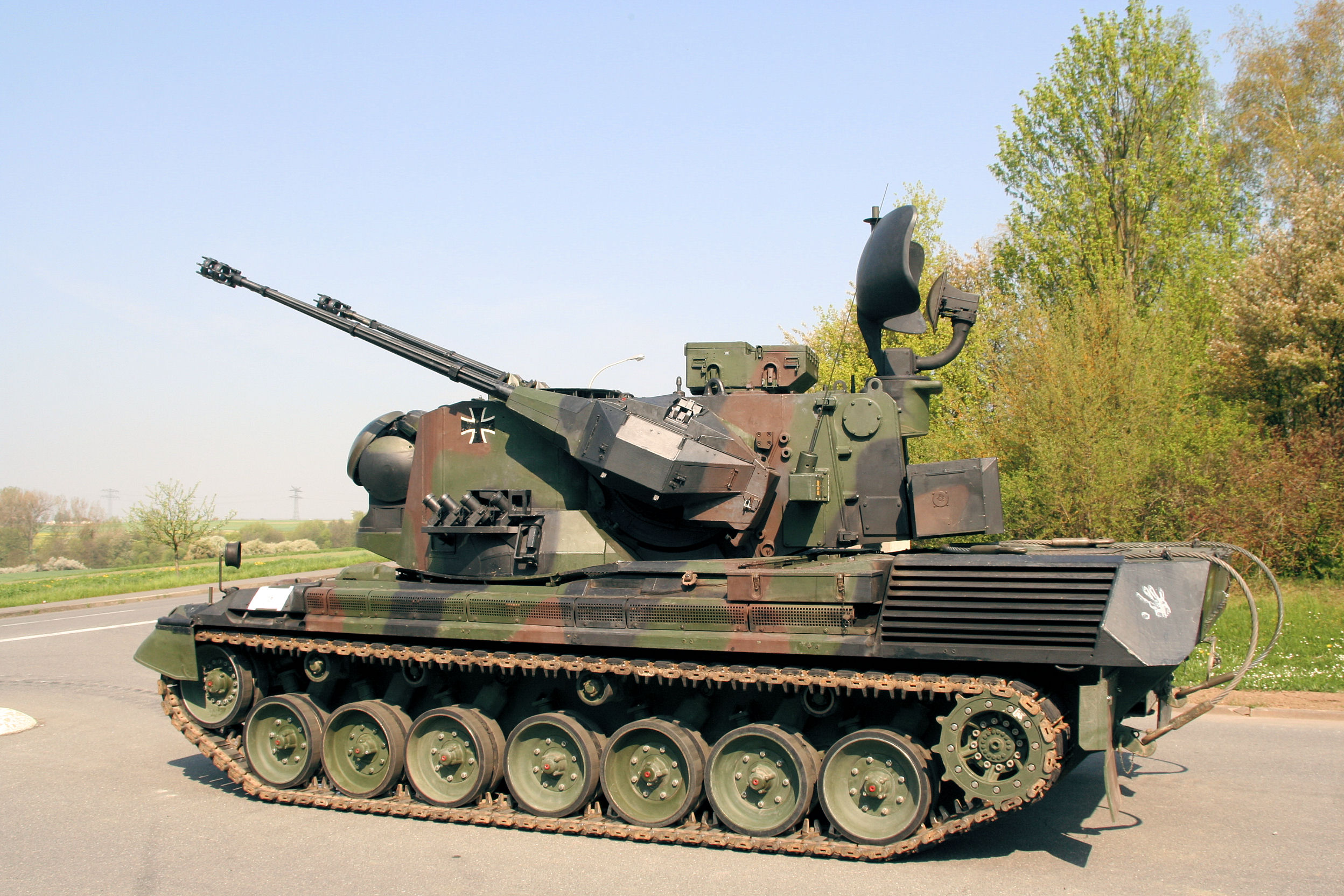
Gepard 1A2

- Fahrmotor: 10-Zylinder-Vielstoffmotor mit 610 kW (830 PS) / Hubraum: 37,4 l,
Hersteller: MTU, Typ: MB 838 CaM 500,[19] Verbrauch rund 150 l/100 km
- Zusatzmotor (ZM) für die Energieversorgunganlage (EVA): 4-Zylinder-Dieselmotor mit 66 kW (90 PS) / Hubraum: 3,8 l,
Hersteller: Daimler-Benz, Typ: OM 314, Verbrauch: rund 10–20 l/h
- Tankvolumen: 985 l
- Fahrwerk: Drehstabgefedertes Stützrollenlaufwerk mit lebender Endverbindergleiskette
- Höchstgeschwindigkeit: etwa 65 km/h
- Fahrbereich (Straße): rund 550 km

Primärbewaffnung

Gepard 1A2 mit Sonderbemalung

- 2× 35-mm-Zwillingskanone KDA L/90 von Oerlikon Contraves GmbH
  - Kadenz: 550 Schuss pro Minute je Waffe
  - Länge des Rohrs: 3150 mm (90 Kaliberlängen); Länge des Rohrs mit v0-Messanlage: 3710 mm
  - Drallart: Progressivdrall rechts (0°–6° 30″); Dralllänge: 2853 mm; Anzahl der Züge: 24
  - Munition (Bundeswehr): FAPDS (Frangible Armour Piercing Discarding Sabot) gegen Flug- und Bodenziele (v0 > 1400 m/s),
HVAPDS-T (High-Velocity Armour-Piercing Discarding Sabot-Tracer) gegen stärker gepanzerte Bodenziele (v0 = 1385 m/s)
  - Munition (andere Verwender und frühere Typen): unterschiedliche Unter- und Vollkalibertypen (HEI, SAPHEI, APDS)

Selbstschutz
- impulsgesteuerte 76-mm-Nebelmittelwurfanlage von Wegmann mit 2 × 4 Rohren (am Turm angebracht)

Sonstiges
- 2× SEM-93-Datenfunkgeräte

## Ausbildung und Training bei der Bundeswehr

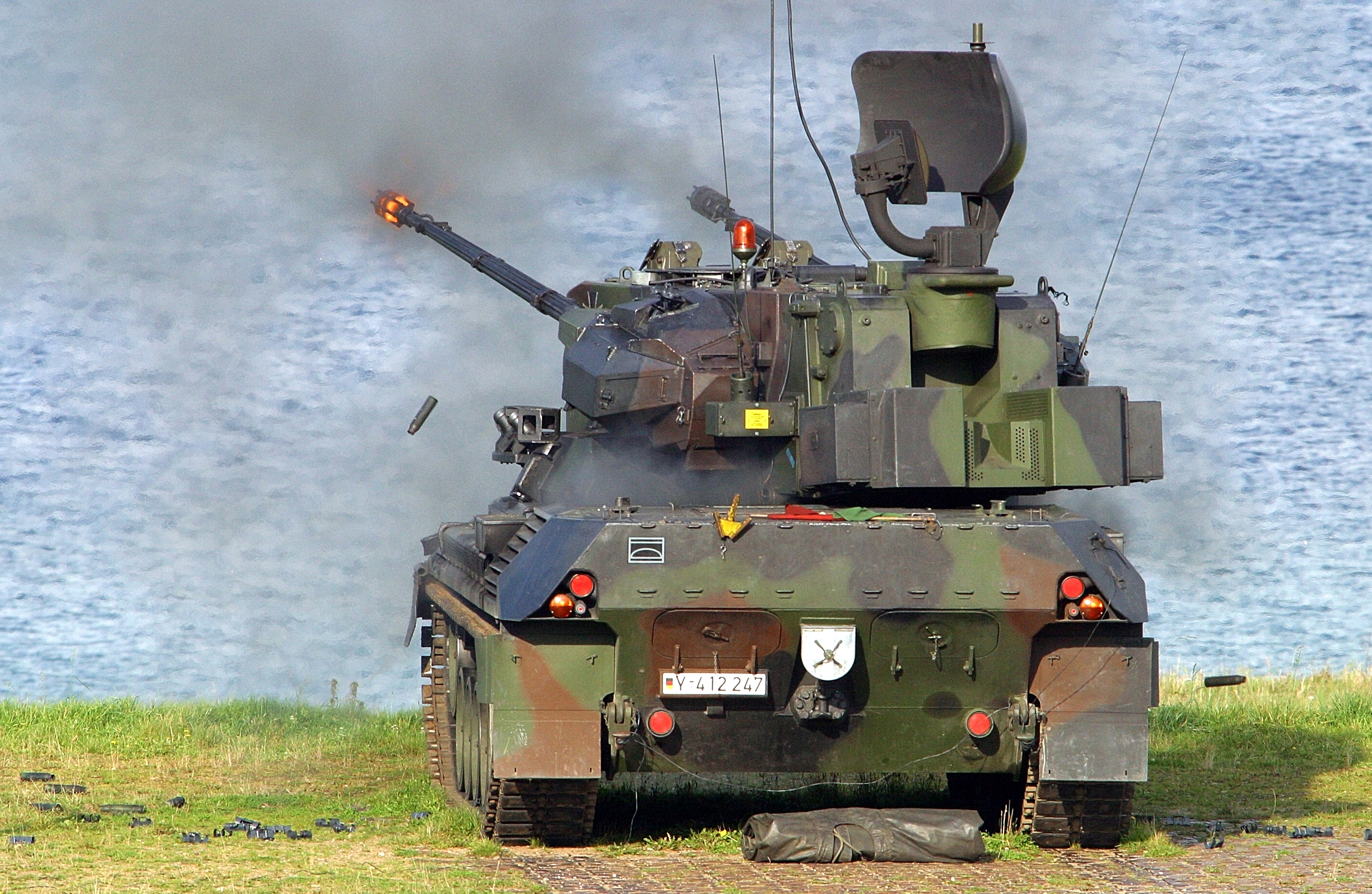
Gepard beim Übungsschießen auf Luftziele

Die Bedienung und der Einsatz des FlakPz stellen große Anforderungen an die Besatzung. Dabei zählte die Qualifizierung zum Richtkanonier zu den anspruchsvollsten Verwendungen, die für grundwehrdienstleistende Soldaten in der Bundeswehr vorgesehen waren, da sie mit der längsten Ausbildungsdauer verbunden war.
Für Ausbildung am Gepard standen bis zur Version B2L verschiedene Ausbildungssysteme und Simulatoren zur Verfügung: Die Basisausbildung erfolgte an der Ausbildungsanlage Flakpanzer (AAF). An ihr wurden die Grundlagen des Systems vermittelt wie beispielsweise das Hochfahren der Systeme des Gepards und die Grundlagen der Bekämpfung von Flugzielen. Der Übungskampfraum (ÜKR) stellte die nächste Ausbildungsstufe dar. Er ermöglichte durch eine räumliche Annäherung an den echten Turm ein realistischeres Training und wurde hauptsächlich verwendet, um das Vorgehen bei Systemausfällen während der Bekämpfung zu üben (wie den Ausfall des Folgeradars bei der Zielverfolgung) und die einzelnen Betriebsabläufe des Feuerleitrechners kennenzulernen. Die höchste Ausbildungsstufe stellte der Flugzielsimulator (FZS) dar, bei dem ein echter Panzer mit einer Simulationsanlage vernetzt und somit die realitätsnächste Ausbildung ermöglicht wurde. Im Laufe der militärischen Ausbildung verbrachten die Richtkanoniere mehrere hundert Stunden in einem der Ausbildungssysteme, die Kommandanten entsprechend der Weiterbildung mehr.

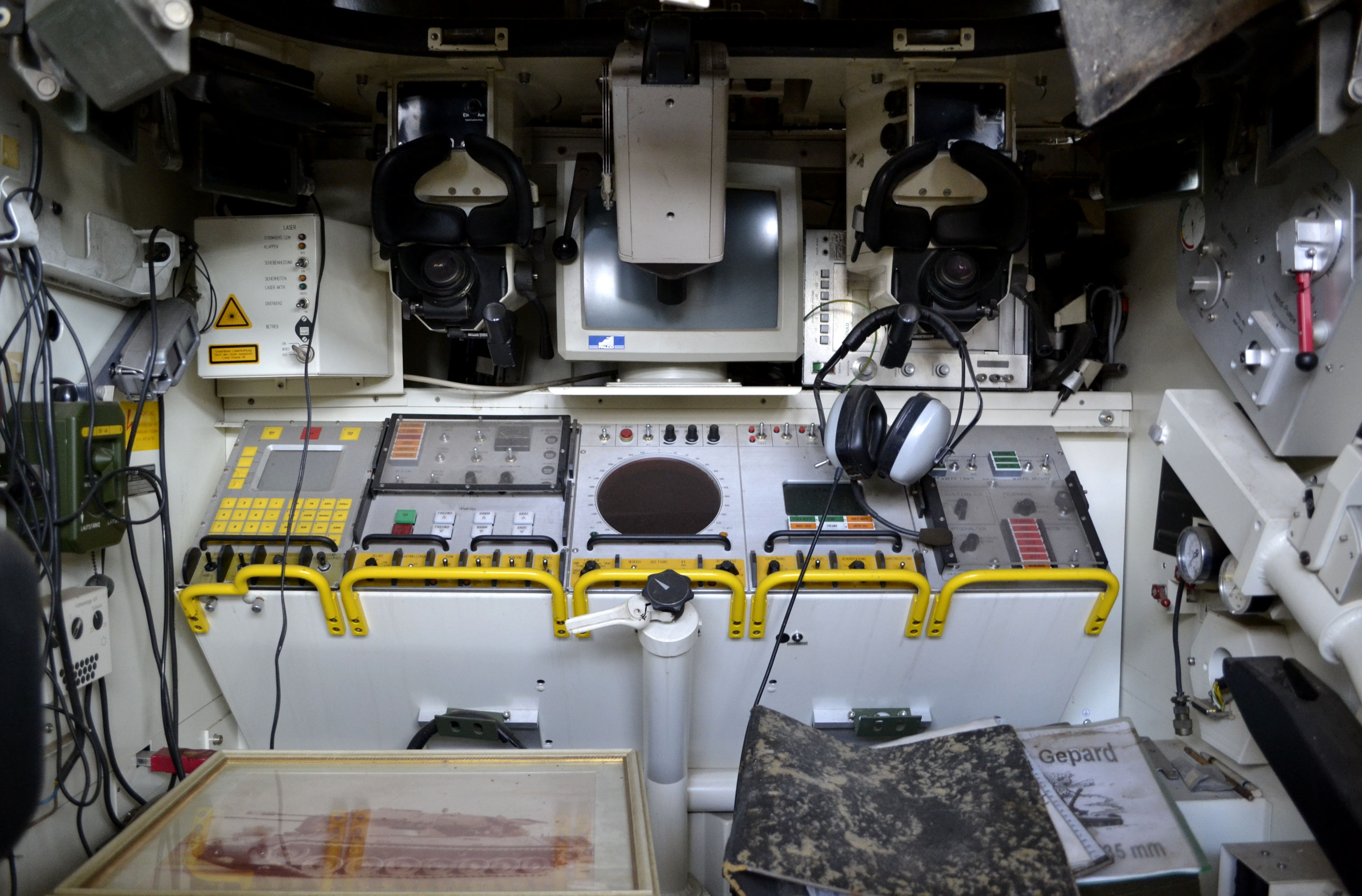
Ausbildungsanlage Simulator Flugabwehrbatterie (ASF)

Für den Gepard 1A2 wurde die Ausbildungsanlage Simulator Flugabwehrbatterie (ASF) eingeführt und die oben genannten abgeschafft.
Für das Schießen mit Gefechtsmunition mit dem Gepard nutzte die Heeresflugabwehrtruppe zwei Schießplätze an der Ostsee im Umkreis der Hohwachter Bucht. Die Bekämpfung von Flugzielen wurde auf dem Flugabwehrschießplatz Todendorf geübt. Für das Schießen auf Bodenziele und kombiniertes Flug- und Erdzielschießen stand der benachbarte Truppenübungsplatz Putlos zur Verfügung. Die Flugziele, hauptsächlich in Form von Schleppsäcken der Typen TGL-3C und TGL-3D und Schleppkörpern des Typs DO-SK6, wurden für die Bundeswehr in erster Linie durch die Gesellschaft für Flugzieldarstellung (GFD) geschleppt, einem Tochterunternehmen der damaligen EADS (heute Airbus Defence and Space). Während der Übung mit scharfem Schuss wurde der Gepard zusätzlich mit einem HSSB (Höhen-Seiten-Sektor-Begrenzer) ausgestattet, um auszuschließen, dass die Waffenanlage vorab definierte Höhen- bzw. Seitenwinkel überschreiten kann.

## Bundeswehrverbände mit Gepard
Bei der Bundeswehr wurde der Gepard unter anderem in folgenden Einheiten eingesetzt (Hinweis: Diese Liste ist wahrscheinlich nicht vollständig. Es ist aber zu beachten, dass nicht an jedem Flugabwehrstandort das System Gepard eingesetzt worden ist):
- 27. Oktober 1977 bis 30. September 1992: Flugabwehrregiment 1 (FlaRgt 1) in Langenhagen in der Boelcke-Kaserne, Verlegung der FlakPz Gepard zum FlaRgt nach Basepohl
- 4. Oktober 1979 bis 25. September 1993: Flugabwehrregiment 2 (FlaRgt 2) in Kassel in der Hindenburgkaserne[31][32]
- 7. Dezember 1977 bis 30. September 1993: Flugabwehrregiment 3 in Hamburg-Fischbek, Röttiger-Kaserne[33]
- unbekannt – 1992: Flugabwehrregiment 4 in Regensburg, Nibelungenkaserne
- 27. Dezember 1979 bis 31. März 1993: Flugabwehrregiment 5 in Lorch, Rheingau-Kaserne
- 4. August 1977 – März 2011: Flugabwehrlehrregiment 6 in Lütjenburg, Schill-Kaserne[34]
- 1978 – 31. März 2007: Flugabwehrregiment 7 in Borken/Westfalen, Hendrik-de-Wynen-Kaserne[35]
- 1979 – Mai 1997 Gebirgsflugabwehrregiment 8 in Traunstein, Prinz-Eugen-Kaserne
- 1997–2013: Gebirgsflugabwehrregiment 8 in Kirchham
- 1979 – 30. Juni 1992: Flugabwehrregiment 10 in Sigmaringen, Graf-Stauffenberg-Kaserne[36]
- 1. Oktober 1977 bis 31. Dezember 2003: Flugabwehrregiment 11 in Achim, Steuben-Kaserne
- 1. Oktober 1991 bis 16. Mai 2007: Flugabwehrregiment 70 / Panzerflugabwehrregiment 13 / Panzerflugabwehrkanonenbataillon 131 in Hohenmölsen, General-Heinrich-August-von-Helldorff-Kaserne
- 1. Oktober 1979–2011: Flugabwehrregiment 12 in Hardheim, Carl-Schurz-Kaserne

Die Flugabwehrregimenter waren alle identisch gegliedert 1./Stabsbatterie, 6 Batterien (schießende Einheiten) 2./-7./ zu je 2 Zügen à 3 Flakpanzer, 8./Nachschubbatterie

## Verwendung in ausländischen Streitkräften

### Belgien
Die im belgischen Heer eingesetzten 55 Gepard mussten ab 1994 ausgesondert werden, da Belgien aufgrund der angespannten Haushaltslage nicht mehr in der Lage war, an der notwendigen Nutzungsdauerverlängerung (NDV) teilzunehmen.

### Niederlande

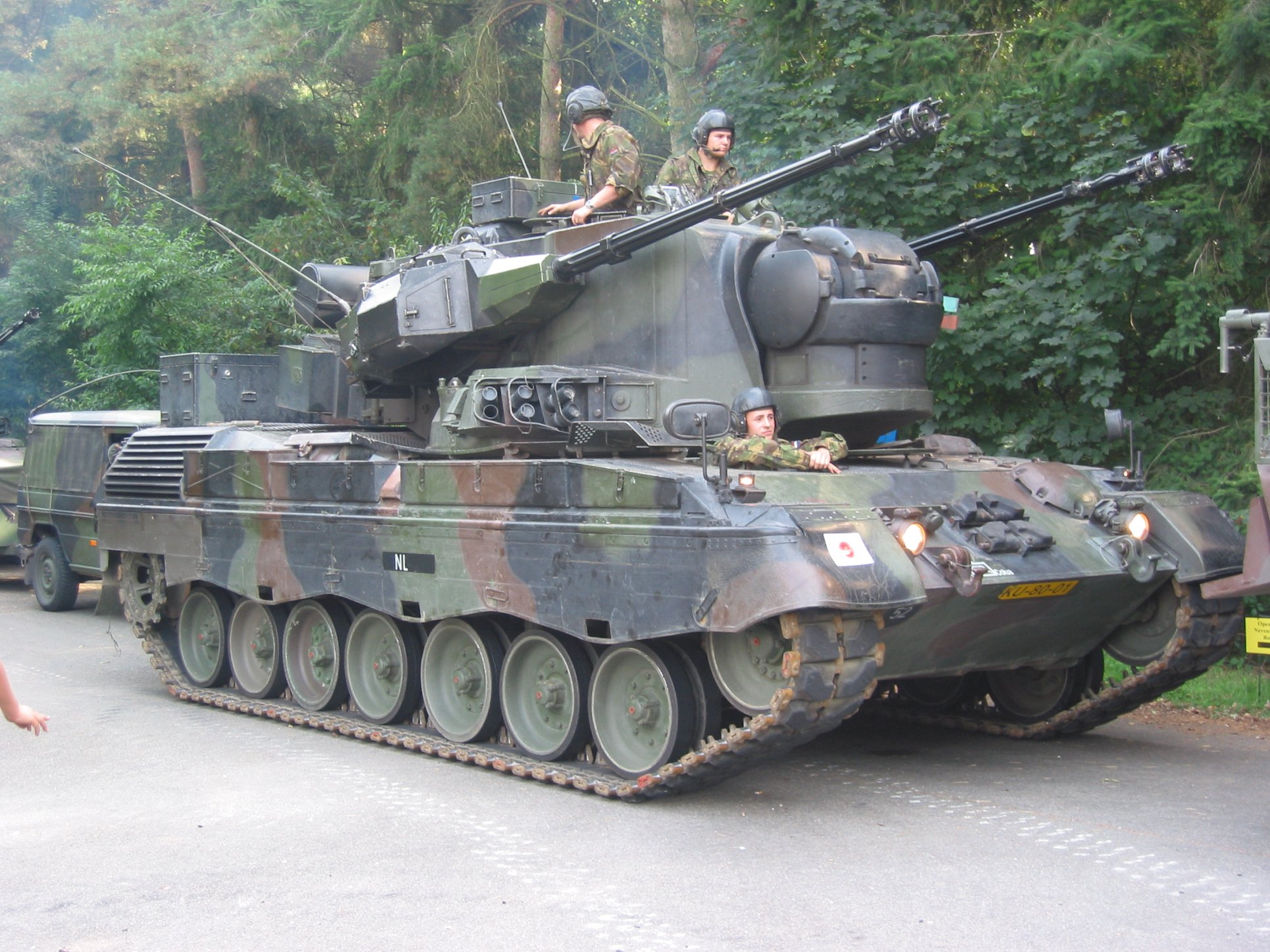
Niederländische Version Cheetah des Flugabwehrpanzers

Der Gepard wurde auch im niederländischen Heer (95 der Versionen CA1-3) unter dem offiziellen Namen PRTL (Pantser Rups Tegen Luchtdoelen, Panzer mit Ketten gegen Luftziele) eingeführt, der von den Soldaten „Pruttle“ genannt wurde. Traditionellerweise wird jedes einzelne Fahrzeug der niederländischen Armee mit einem Namen beginnend mit der Kompaniebezeichnung versehen, was in diesem Fall aufgrund der Lieferung der ersten Gepard an die C-Kompanie ein Name mit C am Anfang war. Sie wählten Cheetah, den englischen Begriff für die Raubkatze Gepard. Cheetah als Bezeichnung für die niederländischen Gepard rührt von einem veröffentlichten Foto dieses Panzers, der den Namen auf seinen Turm geschrieben hatte. Die internationale Presse nahm diesen Namen auf und der Fehler hielt auch Einzug in die Fachliteratur. Im Jahr 2000 machte das niederländische Heer im Rahmen der Maßnahmen zur Nutzungsdauerverlängerung Cheetah PRTL zur offiziellen Bezeichnung des Panzers, nachdem das Heer es leid war, die ganze Geschichte immer wieder zu erklären und „Pruttle“ auch als wenig martialischer Name für einen Panzer erschien. Ab 2005 begannen auch die Niederlande im Rahmen der Strukturreform der Armee mit der Außerdienststellung, wollten aber einige Einheiten noch bis 2015 im Einsatz behalten. Im Januar 2011 befand sich der Gepard nicht mehr in den Ausrüstungslisten der „Koninklijke Landmacht“. Die Cheetah PRTL unterschieden sich durch das balkenförmige Suchradar, die geänderte Nebelmittelwurfanlage mit 2 × 6 Rohren und die Kettenschürzen schon äußerlich vom deutschen Gepard. Im Gegensatz zu denen der Bundeswehr besaßen die niederländischen Gepard auch bis zur Außerdienststellung keinen Laserentfernungsmesser.

### Jordanien
Wie das niederländische Verteidigungsministerium am 11. Februar 2013 bekanntgab, wurden 60 Gepard aus eigenen Beständen an Jordanien verkauft. Das Geschäft umfasste ein Gesamtvolumen von 21 Millionen Euro und beinhaltete neben 350.000 Schuss Munition auch 22 Bofors-Flugabwehrgeschütze, 5 Thales-Radaranlagen sowie 5 Leopard-1-Bergepanzer und 12 Chassis zur Ersatzteilgewinnung. Mitte Juli 2016 erreichten die letzten Fahrzeuge Jordanien.

### Rumänien

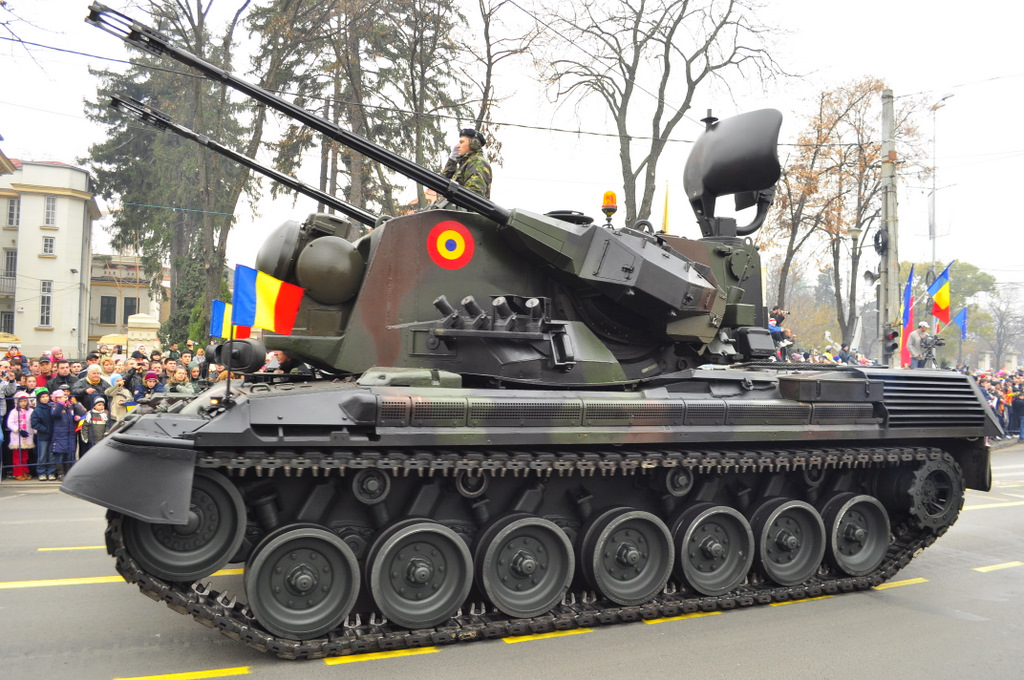
Rumänischer Gepard bei einer Militärparade

Im Rahmen der Unterstützung von NATO-Beitrittskandidaten hat die Bundeswehr 43 Gepard des alten Typs B2 ab November 2004 an Rumänien abgegeben. Die Lieferung der ersten beiden Panzer aus den Beständen der Bundeswehr erfolgte allerdings bereits im Jahr 2000. Mit der Stilllegung der Systeme bei der Bundeswehr verblieb die rumänische Armee als letzter Nutzer des Panzers innerhalb der NATO. Im Jahr 2023 verfügte Rumänien noch über 41 Systeme.

### Brasilien

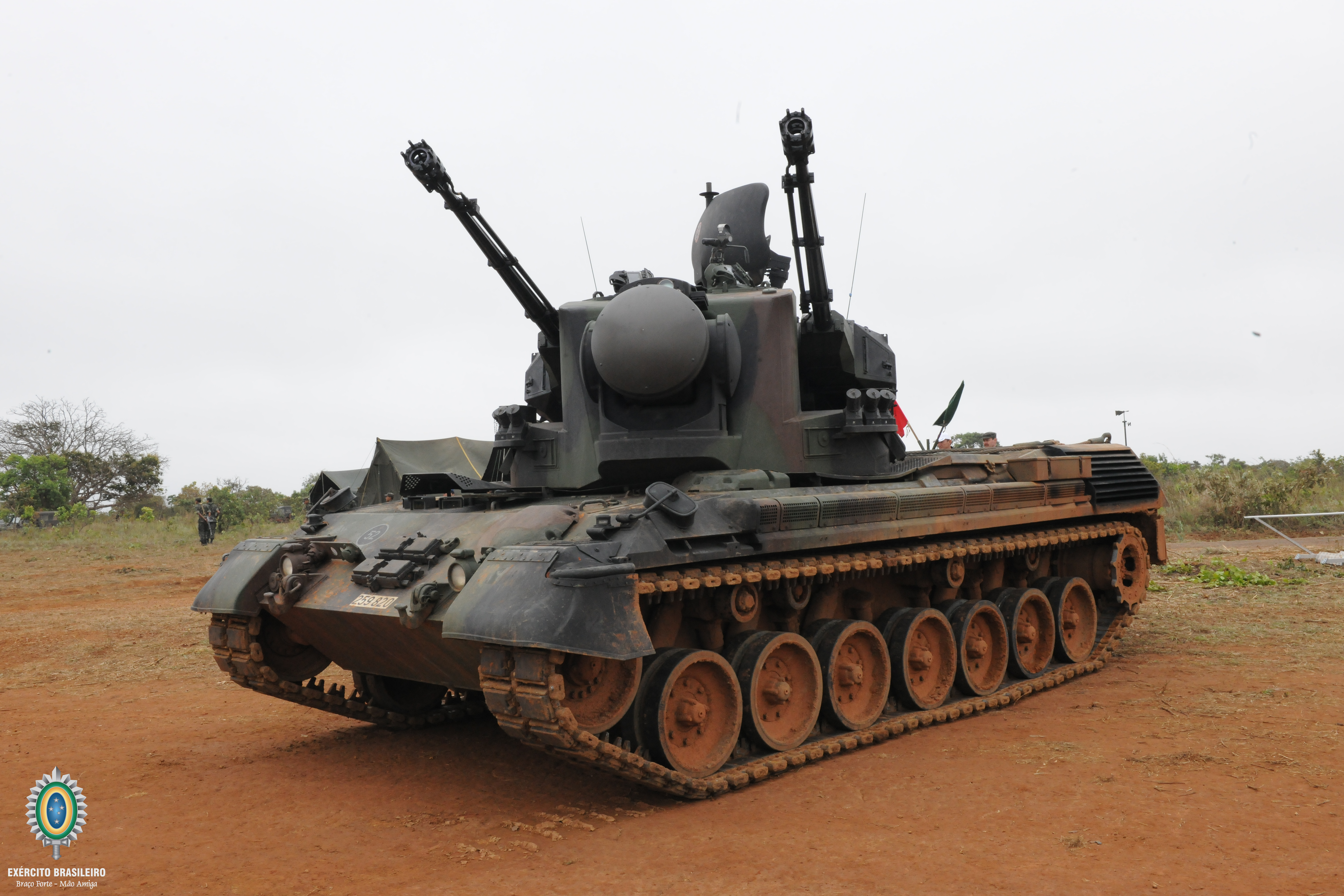
Der von Krauss-Maffei Wegmann (KMW) angekaufte Gepard 1A2 während des Flugabwehrvergleichschießens in Brasilien im Jahr 2011

Im Oktober 2011 veranstalteten die brasilianischen Streitkräfte ein Flugabwehrvergleichsschießen auf dem Truppenübungsplatz Formosa in Brasilien, um ein mobiles Flugabwehrsystem für ihre Verbände zu ermitteln. Der mit dem Leopard 1A5 ausgerüstete Staat zeigte ebenfalls Interesse für den zur Fahrzeugfamilie gehörenden Gepard. Krauss-Maffei Wegmann kaufte zu diesem Zweck einen Gepard 1A2 (ehem. Y-259 820) von der Bundeswehr. Soldaten des Ausbildungszentrums Heeresflugabwehrtruppe unterstützten dabei den Hersteller bei der Präsentation des Waffensystems in Brasilien. Als Zieldarstellung diente ein Modell eines Deltaflüglers mit rund einem Meter Flügelspannweite; die Radarrückstrahlfläche wurde von den Beteiligten als hinreichend beschrieben. Am Vergleichsschießen beteiligt waren ebenfalls das 40-mm-Bofors-Geschütz und Flugabwehrraketen des Typs Igla, die bereits in den Streitkräften verwendet werden. Da am Tag des Schießens 11 Knoten Windgeschwindigkeit am Boden gemessen wurde, verfehlten das 40-mm-Bofors-Geschütz und die Flugabwehrraketen den Modellflieger. Das Schießergebnis des Gepard lag insgesamt bei drei abgeschossenen Drohnen. Ebenfalls bekämpft wurden Hartziele auf 3000 m Entfernung.
Im April 2013 wurde bekannt, dass Brasilien 34 gebrauchte FlakPz 1A2 aus Beständen der Bundeswehr zum Gesamtpreis von etwa 30 Millionen Euro erwerben wird.
Im Jahr 2014 lieferte Deutschland 13 Gepard an Brasilien.

### Katar
Im Dezember 2020 wurde bekanntgegeben, dass eine Genehmigung für die Ausfuhr von insgesamt 15 Gepard-Flugabwehrkanonenpanzern an Katar erteilt wurde. Des Weiteren werden vier Maschinenkanonen, 30 Rohre, 16.000 Schuss Munition und 45 Verschlüsse als Ersatzteile geliefert. Das Emirat Katar plante, die Gepard-Panzer während der Fußball-Weltmeisterschaft 2022 einzusetzen, um eventuelle terroristische Drohnenangriffe abzuwehren.

### Ukraine

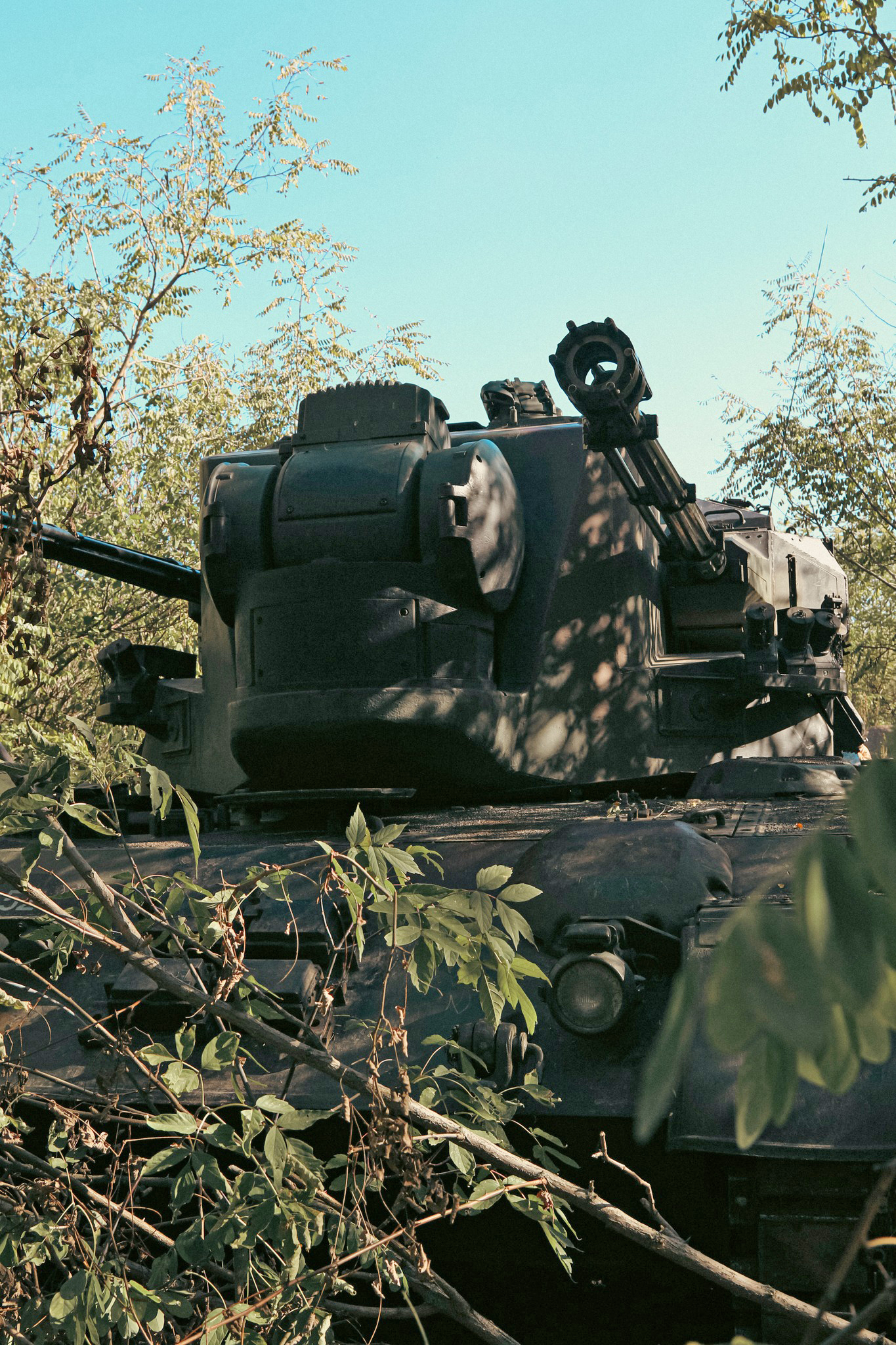
Ukrainischer Gepard im Oktober 2022

Ende April 2022 billigte die Bundesregierung (Kabinett Scholz) den Export von bis zu 50 gebrauchten Flugabwehrpanzern des Typs Gepard bis Ende des Jahres an die ukrainischen Streitkräfte.
Die ersten drei Gepard-Systeme trafen Ende Juli 2022 in der Ukraine ein.
Im Oktober 2022 waren 30 Gepard-Panzer mit zunächst nur etwa 6000 Schuss Flakpanzermunition angekommen. Bis Mitte August 2024 lieferte die Bundesrepublik 52 Gepard-Panzer und 176.000 Schuss dafür passende Munition. Weitere Munitionslieferungen befinden sich in Vorbereitung.
Ende Mai 2023 erhielt ein amerikanischer Waffenhändler vom Pentagon den Auftrag, 50 weitere Gepard-Panzer aus Beständen Jordaniens für Lieferung an die Ukraine spätestens im Mai 2024 in Amman instand zu setzen.
Mit der Lieferung an die Ukraine kamen erstmalig Gepard-Systeme in einem bewaffneten Konflikt zum Einsatz. Die Gepard erwiesen sich in der Ukraine beim Abschuss der Shahed-136-Drohnen als wirkungsvoller als die sowjetischen Flugabwehrgeschütze 2K22 Tunguska und ZSU-23-4. Der Gepard gilt zudem gegenüber teuren Flugkörpern als wesentlich kostengünstiger. Laut ukrainischen Angaben wurden von September 2022 bis Anfang Januar 2023 rund 540 Shahed-136-Drohnen abgeschossen, wobei sich der Gepard als besonders effektiv erwiesen habe.

## Ausmusterung und Ersatz
Im November 2001 kam es zwischen dem Bundesminister für Verteidigung Rudolf Scharping und dem Bundesminister des Auswärtigen (Außenminister) Joschka Fischer zu einer Kontroverse über Exporte von schwerem Gerät aus den Depots der Bundeswehr. Der Verteidigungsminister hatte an die Verteidigungs-Attachés in den deutschen Botschaften von 53 Staaten einen 46-Seiten-Katalog mit zum Verkauf bestimmten Fahrzeugen verschickt. Dazu gehörten neben dem Kampfpanzer Leopard 1, der Panzerhaubitze M109, dem Schützenpanzer Marder und anderen auch 269 Flugabwehr-Kanonenpanzer Gepard. Der Außenminister untersagte daraufhin die Weitergabe des Kataloges an diese Staaten, unter anderem, weil es sich dabei um Staaten außerhalb der NATO und der Europäischen Union handelte (beispielsweise Nigeria und Ägypten) und diese Staaten besonderen Genehmigungspflichten unterliegen.
Im Jahr zuvor hatte bereits die unabhängige Weizsäcker-Kommission neben der Reduzierung von anderem schweren Gerät eine Halbierung des Gepard-Bestandes zum Abbau von Überkapazitäten der Bundeswehr empfohlen. Im März 2010 gab der Inspekteur des Heeres, General Hans-Otto Budde, bekannt, dass alle 90 noch verbliebenen Systeme aus Kostengründen stillgelegt werden, sodass der letzte Panzer des Typs 2012 aus der Nutzung genommen und die Heeresflugabwehrtruppe der Bundeswehr im März 2012 aufgelöst wurde.
Als Nachfolgesystem für die Flugabwehrkanonenpanzer sollten mobile Einheiten des Nächstbereichschutzsystems MANTIS dienen und ein erweitertes Einsatzspektrum bieten. Das System befand sich zu dem Zeitpunkt jedoch noch in der Entwicklung und wurde dann 2013 mit lediglich zwei stationären Einheiten eingeführt.
Ein aktuell verfügbares Nachfolgesystem wäre der Oerlikon Skyranger, ein unbemanntes Turmsystem mit 30- oder 35-mm-Geschütz, das sich beispielsweise in den GTK Boxer oder den Lynx von Rheinmetall integrieren lassen würde. Hier bestünde die Möglichkeit, eine Kanone mit Flugabwehrraketen und Laser kombiniert zu verwenden. Im Februar 2024 wurde bekannt, dass die Bundeswehr 19 Flugabwehrsysteme Skyranger 30 auf Basis des GTK Boxer beschaffen wird. Die ersten Serienmodelle sollen ab 2026 geliefert werden.